# ボンゴレファミリー
ボンゴレファミリー（イタリア語: Famiglia Vongola）は、天野明作の漫画作品『家庭教師ヒットマンREBORN!』に登場する架空のマフィア。「ボンゴレ」とはイタリア語でアサリなどの二枚貝を指す。

## 概要
伝統・格式・規模・勢力すべてにおいて別格といわれるイタリアの最大手マフィアグループ。キャバッローネファミリーなど個々でも強大な組織を同盟とし、ネロファミリーやベッチオファミリーなど10,000近い組織を傘下に置く。
前身は市民を守る自警団であるため、ファミリーや地域住民を大切にする意識が強い。ファミリーが奇数歳の誕生日を迎えると「ボンゴリアン・バースデー・パーティー」を行う掟、正月には同盟ファミリー同士がファミリーの意気込みを表明しあって戦う「ボンゴレ式ファミリー対抗正月合戦」を行う掟などがあり、七夕には年配者との地域住民との交流のために「ボンゴレ的町内交流七夕大会」という催しも行われる。なお、これらの行事は参加が可能なファミリーは強制参加が義務付けられており、その評判や順位に応じて豪華商品が与えられる場合もあるが、芳しくない結果に終わった場合は恐ろしいリスクも存在する。

### 死ぬ気弾
ボンゴレファミリーに伝わる特殊弾。後悔している人の脳天を撃ち抜き一度殺すことで、危機によるプレッシャーで外部からリミッターを外して、後悔していることに対し死ぬ気で頑張らせることができる。死ぬ気弾に被弾すると脳天に死ぬ気の炎が現れ、撃たれた自分の体から脱皮するような形で（アニメでは服が破れて）パンツ一丁で（女性の場合は下着姿になって）復活する。死ぬ気をコントロールできるようになるとパンツ一丁にならない模様。ただし、撃たれた人が何も後悔していない場合は本当に死んでしまう。目的を果たすと共に効力が切れるが、果たしていない場合は5分経過で消失する。また、リボーンによると、脱皮した抜け殻はしばらくして風化するらしい。
製法はボンゴレ伝統の素弾を、形状記憶カメレオンのレオンの体内に3日間埋め込むことで変化する。なお、死ぬ気弾を脳天に合計で10発受けると、被弾者にとんでもないことが起こる（ツナの場合は、不治の病であるドクロ病に冒された）。死ぬ気の状態の人に対して、「リバース1t」というハンマーで殴ることで死ぬ気弾を無効化し、死ぬ気弾で死ぬ気だった時の記憶を夢にすることが出来る。
また、死ぬ気の炎を一時的に圧縮して吸収する性質があるため、ボンゴレVII世はそこに注目して戦闘用に改良した。
なお、「死ぬ気弾」というのは「脳天に被弾した時の俗称」にすぎず、この特殊弾は被弾した体の部位によって名称も効果も変化する（アニメでは死ぬ気弾とは別の弾丸になっていて弾丸の色も違う）。
ヴァリアー編の途中からはリングや死ぬ気丸が主流になったため登場しなかったが、最終巻で再登場した。
以下はその一例。
| 部位                   | 名称                 | 効果・補足                                                             |
| ---------------------- | -------------------- | ---------------------------------------------------------------------- |
| 左側頭部               | 育毛弾               | 瞬時に髪の量が増える。                                                 |
| 旋毛                   | スプリング弾         | つむじ部分から髪のバネが生える。                                       |
| 両頬                   | にらめっこ弾         | 顔が巨大化する。                                                       |
| 手の甲                 | ゲンコツ弾           | 拳が巨大化する。                                                       |
| 脊髄                   | 耐熱ヒフ弾           | 皮膚が熱に耐えられるようにする。                                       |
| 腹                     | アイアンストマック弾 | 何を食べても腹を壊さない。                                             |
| 太腿                   | ジャンプ弾           | 高いジャンプが可能になる。                                             |
| 踵                     | 足スクリュー弾       | 足首が高速回転する。                                                   |
| 肩・肘・腕の三連コンボ | メガトンパンチ弾     | 強力なパンチを打つことができる ゲンコツ弾と併用できるかは不明。        |
| 肩                     | アイアンアーム弾     | アニメオリジナル。腕力を強化させて、物を遠くまで投げられるようにする。 |

### ボンゴレリング
ボンゴレI世とその守護者が、ファミリーの証として作成した7つの指輪。精製度はA以上。大空の7属性では最高位を持つ至宝。強大な力を秘めており、73（トゥリニセッテ）の1つに数えられている。そのためこのリングを巡った抗争も絶えず、ファミリーの歴史においてもどれだけの血が流れたか分からないという。そのため10年後の世界では、マフィア間でのリングの略奪戦の火種になることを恐れた未来のボンゴレX世（沢田綱吉）により、一部の守護者の反対を押し切り破棄して、砕き捨てられている。
ボスの持つ「大空」を筆頭に「嵐」「雨」「雲」「晴」「雷」「霧」と天候になぞらえた7つのリングがあり、掟に基づいて代々ボンゴレファミリーボスとその守護者6人が所持してきた。それぞれの指輪はハーフボンゴレリングという形で2つに分割することが可能で、後継者を選ぶ際はボスと門外顧問がそれぞれ候補者を選定し、継承の式典において2つを併せて1つのリングとして継承される。
リングの持つ力は未知数で、7つのリングを集めた時「ブラッド・オブ・ボンゴレ」に新たなる力を授けると言われており、また10年後の世界ではある種の結界が発生するとの説明もあった。なお、大空のリングに限ってリング自身が継承者を選定し、もし「ブラッド・オブ・ボンゴレ」を所持しないものが力を使おうとした場合、リング自身が拒んで制裁を与える。
II世以降は、継承をより厳格にするために二分できる構造へ変形し、その状態を維持するためマーレリングやアルコバレーノのおしゃぶりに比べ炎の最高出力を抑える必要があったが、ツナと白蘭の戦いの最中に現れたボンゴレI世によって枷を外され、原型のボンゴレリングに戻った。II世からIX世までの歴代ファミリーで原型のボンゴレリングを手にした者は誰一人いなかった。
ツナの継承式の際に、シモンリングの封印を解いたシモンファミリー10代目ボスの古里炎真によって大空・嵐・晴・雲・霧のボンゴレリングを破壊されてしまうが、その後にタルボの手によって、後述の「ボンゴレギア」として生まれ変わった。
ユニによれば、その名である（あさり）貝のように姿を変えることない縦の時空軸（過去から未来への継承）を象徴としている。

#### ボンゴレリング争奪戦
夜の並盛中を舞台に行われる。毎回リングの属性が1つ宣言され、その属性のリングの守護者候補が互いのハーフボンゴレリングを賭けて戦う。対戦者はリングを首から下げリングの属性に合った専用エリアで戦い、相手のリングを奪ってボンゴレリングを完成させるか、相手を戦闘不能にすると勝利となる。観戦中のメンバーが試合参加者に接触したり戦闘エリア内の装置を破壊すると失格となるが、参加者自身が破壊する行為は失格にならない。
第1回戦（晴のリング戦） - 笹川了平vsルッスーリア
舞台は校舎脇。日輪のコロシアムと称される戦闘エリアで、鉄檻のように囲われた特設リング内で試合を行い、試合開始後はサングラスを使用しなければ視界を確保できないほどの強力な擬似太陽がリングを照らし出す。また、周囲のロープは電熱によって数百度にまで熱せられた鉄線で構成されており、それらの熱によって脱水症状を引き起こす場合もある。
第2回戦（雷のリング戦） - ランボvsレヴィ・ア・タン
舞台は屋上。エレットゥリコサーキットと称される戦闘エリアで、7本の避雷針の他に地面には電気をよく通す特殊ワイヤーが無数に張り巡らされており、落ちた雷を増幅させ一帯に放電するようになっている。
第3回戦（嵐のリング戦） - 獄寺隼人vsベルフェゴール
舞台は校舎三階全域。4つの吹き出し口からランダムに超強力な突風を発生させるハリケーンタービンと呼ばれる装置があらゆる場所に設置されている。今回のみ試合開始から15分が経過するとタービンが順次爆発を始め、全てのタービンが爆発した場合、両者共に強制失格となる。
第4回戦（雨のリング戦） - 山本武vsスペルビ・スクアーロ
舞台は校舎B棟全フロア。アクアリオンと称される戦闘エリアで、完全に密閉された校舎の上の階の床に穴が開けられており、屋上に設置された巨大タンクから試合が続く限り水の散布が続く。散布された水は海水と同等の成分となり、一定の水位を超えると獰猛な鮫が放たれる。
第5回戦（霧のリング戦） - クローム髑髏vsマーモン
舞台は体育館。霧の守護者の特性上、特別な仕掛けはなし。
第6回戦（雲のリング戦） - 雲雀恭弥vsゴーラ・モスカ
舞台はグラウンド。クラウドグランドと称される戦闘エリアで、周囲を有刺鉄線で囲まれている上、八門の自動ガトリング砲が30m以内の動く物体を感知して射撃を行うようになっており、地中には重量感知式の地雷が無数に仕掛けられている最も過酷なフィールド。
最終戦（大空のリング戦） - 沢田綱吉vsXANXUS
真のボンゴレボスを継承する者を決定するため、急遽開催されることになった。従来とは異なり、生存が確認されているメンバー全員が強制召集をかけられ試合に参加する。各守護者たちはモニター付きリストバンドを付けた状態でそれぞれの争奪戦の舞台となったフィールドへと移動し、移動が完了するとリストバンドに注入されているデスヒーターと呼ばれる毒が守護者の身体を麻痺させ30分で死に至らしめる。各フィールドの台座にはボンゴレリングが置かれ、これをそれぞれの守護者のリストバンドのくぼみに合わせると解毒剤が投与される。なお、守護者自身が解毒行為を行うことは特に規制されていないが、毒の副作用によって常人では立つことができないほどの状況にあるため実行は不可能に近い。2名のボス候補は大空のハーフボンゴレリングを所持した状態で試合を開始し、7つ全てのリングを先に揃えた者が真のボンゴレX世となる。

### ヴァリアーリング
10年後の世界において、ヴァリアーがボンゴレII世が残した至宝「虹の欠片」を加工し、幹部用に作成した精製度Aランクのリング。ルッスーリアの監修の下デザインが行われ（100回ダメ出しをされたという）、幹部の各属性のリングが作成されたが、雲属性の幹部は存在しないため、雲のヴァリアーリングはいまだ作成されていない。
【虹の呪い編】
マーモンの代理となったため、代理戦争に向けてマーモンの全財産を費やしてタルボにバージョンアップさせ、新生ヴァリアーリングが完成した。このリングは7つあり、デザインは皆同じだが、XANXUS用は装飾が異なる。また、マーモン用は一回りほど小さい。ルッスーリアによると、島がいくつも買えるほどの額。

### ボンゴレ匣
ツナたちが訪れた10年後の世界において、ボンゴレファミリーの持つ最新技術を用いて、通常のアニマル型匣兵器を改造したもの。打倒白蘭で協力したボンゴレX世と入江正一がともに作り上げたもので、若いボンゴレX世と入江が出会っているこの未来でのみ誕生しており、他の可能性の未来においては誕生しない。
既に匣を所持していた獄寺たちがボンゴレ匣を入手した際、従来の物を使用しておらず、その上雨フクロウが変質して出来たため、事実上唯一無二であるはずの霧フクロウがボンゴレ匣となっていることから、大空・雷・雨（雨犬のみ）以外のボンゴレ匣は、既に守護者が入手していたアニマル匣を入江がリングと共に奪った際、こっそり形態変化のデータをアップデートし、ver.upさせたものである模様。
そのくわしい能力は作中ではあまり描かれなかったが、形態変化（カンビオ・フォルマ）することにより、ボンゴレI世とその守護者が使用した武具に姿を変えることができる。
10年後の世界から現代に戻る際に、10年後のヴェルデによってアニマルリングに生まれ変わり、よりコンパクトになった。
- 大空属性 - 天空ライオンVer.V
- 嵐属性 - NEW SISTEMA C.A.I.+嵐猫ver.V
- 雨属性 - 雨燕Ver.V、雨犬Ver.V
- 雲属性 - 雲ハリネズミVer.V
- 晴属性 - 晴カンガルーVer.V
- 雷属性 - 雷牛Ver.V
- 霧属性 - 霧フクロウVer.V

### ボンゴレギア
ボンゴレ10代目と、その守護者のためだけに作られた専用のシリーズ。ボンゴレリングに10年後のヴェルデによってボンゴレ匣をリング化したアニマルリング、ボンゴレI世の血である「罰」を加えてタルボが加工したことによって生まれ変わった。最初は岩のような状態になっていたが、使用者の膨大な炎で使用者に見合ったアクセサリーに変化する。
- 大空属性 - 大空のリングVer.X
普段はナッツとガントレットがあしらわれた長めの指輪で、手の甲にボンゴレの紋章が刻まれたガントレットに形態変化する。手だけではなく肘側にも炎の噴射口があり、そこから柔の炎を噴射することでX BURNERの両手撃ちが可能となっている。
- 嵐属性 - 嵐のバックルver.X
普段は瓜と弓矢があしらわれたベルトのバックルで、獄寺がVer.Vの武器を使用する前の十八番だった、大量のダイナマイトを装備した武器に形態変化する。口に咥える発火装置や、追走機能を備えたダイナマイト、瓜自身がダイナマイトとなり、マタタビが付いた敵を追いかける「瓜ボム」など、今まで無かった技が使用可能になる。
- 雨属性 - 雨のネックレスver.X
普段は次郎と刀があしらわれたネックレスで、山本自身が和服を纏い、柄に次郎と小次郎があしらわれた二振りの日本刀に形態変化する。左手の刀は幻覚で誤魔化された標的をかぎつける能力を持っており、右手の刀で致命傷を負わせることができる。
- 雲属性 - 雲のブレスレットVer.X
普段はロールと手錠があしらわれた腕輪で、雲雀自身が改造学ランを纏い、ヒバードにリーゼントが施された装飾に形態変化する。仕込みトンファーの刃部分を雲の炎の増殖で伸ばす、手錠や雲ハリネズミを増殖させるなど、多彩な攻撃を繰り出す。
- 晴属性 - 晴のバングルVer.X
普段は我流とボクシンググローブがあしらわれたバングルで、ヘッドギアやボクシンググローブなどに形態変化する。晴カンガルーVer.Vの時の状態変化は3分間の時間制限があったが、ボンゴレギアに生まれ変わったことにより時間制限がなくなった。使用者が一定量の攻撃を受けるたびにバングルの炎が一つチャージされ、カウンター技を発動すると消費する。10個あるバングルの炎が全て灯るとフルチャージとなり、最大必殺技が発動する。
- 雷属性 - 雷のヘルムVer.X
普段は牛丼があしらわれた兜で、コイル状に巻かれた角を持つ兜や鎧に形態変化する。とても重く、十年後のランボが時折ふらつくほど。このコイルに雷の炎を流すことで強力な磁力を生み出し、砂鉄を集めて「硬化」作用のある雷の炎を加えることで、鉄の角を作り上げる。
- 霧属性 - 霧のイヤリングVer.X
普段は3本の嘴のような刃があるイヤリングで、先端に無数の刃がある錫杖に形態変化する。これらの刃を自在に伸縮させることで無差別攻撃が可能なほか、術者の力を底上げする機能もある。

## ボス
ボスは代々初代ボスの血筋「ブラッド・オブ・ボンゴレ」を受け継いだ者から選ばれ、「超直感」と通称される常人を遥かに凌ぐ直感力を持つ。ボスを受け継ぐためには、ボンゴレファミリーが権力の追求により犯してきた業を引き継ぐ覚悟が試される。
継承式の際に、ボンゴレI世の代から代々受け継がれてきた｢罪｣と呼ばれるシモンファミリー初代ボスのシモン＝コザァートの血液が入った小瓶が手渡される。
ボスの使命である「全てに染まりつつ全てを飲み込み包容する大空」となることを体現していたボンゴレI世を除き、武闘派と穏健派に大分される。全員が大空の属性の死ぬ気の炎を有する。

### 歴代ボス
ボンゴレI世（ボンゴレ・プリーモ / 初代）
声 - 浪川大輔
名前はGiotto（ジョット）。髪の色は金色。ボンゴレの前身である自警団を結成した。「大空」と謳われ、歴代最強とされている。リボーン曰く自身が気に入った人物は誰であろうと受け入れ、初代ファミリーのメンバーは「国王」「ライバルマフィア」「宗教家」などなんでもありだったとされる。
手の甲にIが刻まれた特殊なグローブを武器として使い、「死ぬ気の零地点突破」を使いこなしたと伝えられていることから、リボーンはツナがグローブと零地点突破の修行をする際に、I世の修行方法を参考にした。早々に引退して日本に渡り沢田家の祖となり、その際に「沢田家康」と改名している。綱吉の曽曽曽祖父にあたる。ハイパー死ぬ気モードのツナと瓜二つ。
ユニによれば、白蘭がマーレリングに選ばれたのと同じように、ボンゴレリングに選ばれた適応者とのこと。
ゲーム『禁断の闇のデルタ』『フレイムランブルXX』では、プレイヤーキャラクターの一人として登場する。
【未来編】
ツナのボンゴレの覚悟を受け継ぐ試練に現れた。ツナと白蘭の戦いの最中に大空のボンゴレリングから突如現れ、ボンゴレリングの枷を外して原型のボンゴレリングに戻した。
【I世ファミリー編】
アニメオリジナルストーリー。アルコバレーノのおしゃぶりとユニの祈りの力でボンゴレリングから実体として出現し、認定試験のことをツナたちに告げた。
嵐の認定試験では、獄寺に化けたGの正体を見破られないようにツナの超直感をしばらく封じた。
霧の認定試験後に黒曜ランドに現れ、暴走気味ではあったものの認定試験を行ったデイモンを評価した。加えてこれまでの認定試験の間、常にツナが仲間のことを考えファミリーを守ろうとする強い覚悟を示したと認め、その場で継承を行った。その後は初代守護者たちと共にリングに戻っていった。当時の原作には登場していなかった場面が少しだけ描かれている（デイモンの言葉や行動によってI世が引退に追い込まれた事件）。
I世と初代守護者たちは、ボンゴレの紋様が入った同じ形の懐中時計を所持している。針に死ぬ気の炎が燈っており、どれも同じ時間（0時3分頃）で止まっている。裏蓋にはイタリア語で「Givro eterna amicizia【永遠（とわ）の友情を誓う】」と書き込まれており、I世はデイモンに対して「その気持ちは変わっていない」と明言した。
【継承式編】
復讐者が残した記憶のアイテムの、過去の回想で登場。ボンゴレ創世より以前の若きころに、幼馴染のGと共に初代シモン＝コザァートに出会う。後にコザァートの提案で、理不尽な暴力から街の住民を守るために自警団を結成する（この自警団が、後のボンゴレファミリーの原型）。シモンファミリーを壊滅させようとするデイモンの策略に逸早く気付き、Gを始めとする守護者たちをコザァートたちの救出に向かわせた。

ボンゴレII世（ボンゴレ・セコーンド / 2代目）
声 - 岡部涼音
トマゾファミリーの2代目とファミリー同士の殺し合いを繰り広げ、ボンゴレファミリーが後世まで築く基礎を作ったと伝えられている。死ぬ気の炎は「憤怒の炎」と呼ばれる極めて珍しい光球状であったと伝えられており、歴代ボスの中で唯一武器を持たず戦ったとされる。XANXUSと瓜二つ。
ボンゴレIII世（ボンゴレ・テールツォ / 3代目）
髪の毛を一部だけ残した、スキンヘッドの男。武器はナイフ。
ボンゴレIV世（ボンゴレ・クアールト / 4代目）
声 - 根本正勝
髭を蓄えた、厳つい風貌の老人。武器は食事用フォーク。
ボンゴレV世（ボンゴレ・クイーント / 5代目）
声 - 松本忍
おでこに刺青をした若い男。武器はジュル（jur、ジャマダハルに似た中近東生まれの刀剣）。
ボンゴレVI世（ボンゴレ・セースト / 6代目）
名前はSimora（シモーラ）。片眼鏡をかけた初老の男。武器はブーメラン。
ボンゴレVII世（ボンゴレ・セッティモ / 7代目）
名前はFabio（ファビオ）。シルクハットとタキシードを着た紳士風の男。武器は自身が改良した二丁拳銃。死ぬ気の炎自体は弱かったものの、死ぬ気弾が死ぬ気の炎を蓄積する性質に着目し、炎を蓄積して一気に解放する戦法を編み出した。その破壊力は凄まじく、どのような敵でも仕留めるほどであり、単純に攻撃力でいえば歴代ボス有数であったという。
ボンゴレVIII世（ボンゴレ・オッターヴォ / 8代目）
名前はDaniela（ダニエラ）。武器はボウガン。ボンゴレ唯一の女ボス。黒髪のポニーテールで、顔には蔦花の刺青を施している。面影がハルによく似ていたと言われているが、その件に対してツナは否定している。ジャンニーニ曰く若いころは手のつけられないお転婆だったらしいが、一旦戦闘になるとギリシャ神話のアテナのように勇敢だったとされている。9代目のボス就任時の様子を描いた1コマでは後ろ姿が描かれていたが、その時点でかなり高齢であったことがうかがえるため現在は故人と思われる。
ボンゴレIX世（ボンゴレ・ノーノ / 9代目）
声 - 屋良有作
名前はTimoteo（ティモッテオ）。ツナを次期ボンゴレボスにするために、リボーンをツナの家庭教師として送り込んだ張本人。歴代ボスの中でも典型的な穏健派で知られ、その決断は神の采配と謳われる。4月17日生まれの牡羊座。70歳。A型。身長167cm、体重60kg。フェニーチェという専用ジェット機を所有している。日本を訪れたことがあり、幼少期のツナとも面識があった。獄寺のツナに対する忠誠心をテストしたこともある。
武器は杖。I世の使った「死ぬ気の零地点突破」も習得しており、8年前に息子XANXUS（血縁関係は無い、義理の息子）が起こしたクーデター「ゆりかご」ではXANXUSを氷付けにしている。
【VS黒曜編】
六道骸と2名の脱獄囚を捕らえるよう、ツナに指令を与えている。
【VSヴァリアー編】
XANXUSによりゴーラ・モスカの中に監禁されており、ボンゴレ本部には偽者が用意されていた。急遽XANXUSを後継者に指名し、ツナと後継者の座を賭けたボンゴレリング争奪戦を行うよう指示したと装われ、本人もゴーラ・モスカに幽閉されたまま争奪戦に巻き込まれた。雲の守護者による争奪戦の末、暴走したゴーラ・モスカからツナによって救い出されるが瀕死の重傷を負ってしまう。その後、ディーノの指示で病院に搬送され、一命を取り留めた。
【未来編】
10年後の世界では、ミルフィオーレファミリーの襲撃によって行方不明となったとされたが、原作標的226の時点で既に故人となっている。
【継承式編】
ツナたちの未来での戦いを知って、ツナに正式にボンゴレボスの座を継がせる決意をし、継承式を執り行うため、部下を引き連れて来日。ツナを正式に10代目に指名する。シモンとの戦いではツナたちの申し出によりこの一件を彼らに一任し、リボーンに戦いへの手出しを一切しないよう命じた。ツナたちをシモンの聖地に送った後、聖地の近海で待機していた時に守護者たちにシモンファミリーの経歴について調査させ、「血の洪水事件」の真相に近づく。

### ボンゴレX世
ボンゴレX世（ボンゴレ・デーチモ / 10代目）の候補者とされた人物。直接10代目を争ったツナとXANXUSのほかに3人が存在したが、3人とも物語開始当時までに故人となっている。3人は、いずれも2人より年長でボスに足る資質を持っていたといわれ、全員が9代目の甥であった。
沢田綱吉
正当後継者。沢田綱吉を参照。
XANXUS
#ザンザスを参照。
エンリコ・フェルーミ
ボンゴレファミリー10代目最有力候補だったが、抗争中に撃たれて死亡。
マッシーモ・ラニエリ
若手No.2。海に沈められて死亡。
フェデリコ・フェリーノ
秘蔵っ子。いつの間にか骨になって死亡。

### ボンゴレXV世
ボンゴレXV世（ボンゴレ・フィフティーンス / 15代目）
本名不明。連載終了後、ジャンプVSの書き下ろしポスターに登場。
武器はツナと同じくガントレットだが、顔つきはバジル似。
読みが英語読みなのは、作者曰くあえてとのこと。

## 守護者
ボンゴレファミリーにおける守護者（しゅごしゃ）とは、ボンゴレリングを有する6人の幹部を指す。必ずしもボンゴレファミリーに所属していなければならないという縛りはないが、ファミリーに危機が訪れた時には必ず6人の守護者が集められ、どんな困難でも乗り越えると言われている。
それぞれの守護者に以下のような使命が与えられており、それぞれ相応しい人物が選定される。
- 嵐 - 「荒々しく吹き荒れる疾風（はやて）」、「常に攻撃の核となり、休むことのない怒濤の嵐」となること。
- 雨 - 「全てを洗い流す恵みの村雨」、「戦いを清算し、流れた血を洗い流す鎮魂歌（レクイエム）の雨」となること。
- 雲 - 「何者にもとらわれず我が道をいく浮雲」、「何ものにもとらわれることなく、独自の立場からファミリーを守護する孤高の浮雲」となること。
- 晴 - 「明るく大空を照らす日輪」、「ファミリーを襲う逆境を自らの肉体で砕き、明るく照らす日輪」となること。
- 雷 - 「激しい一撃を秘めた雷電」、「雷電となるだけでなく、ファミリーへのダメージを一手に引き受け、消し去る避雷針」となること。
- 霧 - 「実態のつかめぬ幻影」、「無いものを在るものとし、在るものを無いものとすることで敵を惑わし、ファミリーの実態をつかませないまやかしの幻影」となること。

### ボンゴレI世の守護者
G（ジー）
声 - 増田裕生
嵐の守護者。I世の幼馴染で、ともに自警団を立ち上げた間柄で右腕として補佐した。主戦武器は銃であったが、I世直々の依頼にはI世から賜ったアーチェリーで臨み負けなしだったという。
なお、守護者としての姿勢や顔立ちはツナの嵐の守護者・獄寺隼人によく似ているが、顔から首にかけて入れ墨のようなものがあり、髪は赤色である。
【I世ファミリー編】
三番手として試験を行った。自分が獄寺に化け、獄寺が嵐猫を探している時にツナに接触し、獄寺が右腕としてうまくやれているのか確かめた。なおこの正体はボンゴレI世が封じたこともありツナの超直感でも見破れなかった。学校の生活そして獄寺自身が起こした問題でツナを危険にさらしたため右腕失格としたが、ツナがそれでも一緒にいてほしいという思いを聞き、認定の条件である二人の「何者にも勝る強い絆」を確認し、守護者の継承を認めた。
【継承式編】
復讐者の残した過去の記憶のアイテムの回想に登場。コザァートに出会い、後に彼の提案によりI世と共に自警団を結成する。I世の頼みによりデイモンの策略に気付き、秘密裏に他の守護者と共にデイモンの刺客に変装してコザァートたちを救出した。

朝利 雨月（あさり うげつ）
声 - 山本匠馬
雨の守護者。日本人で、I世とは友人関係にあった。烏帽子と狩衣を着用した公家だが、語尾に「 - でござる」を付け武士のような口調で話す。
標的246にてリボーンの説明では、彼の剣は「世紀無双」と言われ才能は誰もが認めるところだったが、本人は何より音楽を愛し自身の剣を一本も持たなかったという。しかし異国の友であったI世の危機を聞きつけた際に何の躊躇もなく命より大切な楽器を売り、それを元手に旅費と長刀1本・小刀3本の変則四刀を用意し、I世の元へ助けに向かったとされている。
守護者となった経緯や顔立ちはツナの雨の守護者・山本武によく似ている。
【I世ファミリー編】
初代守護者たちの先陣を切って、山本の認定試験を行う。横笛を吹きながら登場する場面も有る。戦闘では山本が優位に立ったかのように思われたが認定せず、翌日に2度目のチャンスを与えた。試験内容は、戦いそのものに意味は無く故意に隙を作り、山本が無防備な相手に剣を向けるか否かを見極めていた。2度目の試験では山本が戦いの最中この点に気が付いたため、無事に守護者として認定された。
アニメ「標的179・180」内で使用された技を以下に記す。なお、これらは山本と闘いながら思いつきで作った技だと発言している。
氷雨 - 長刀で雨の炎を極限まで硬化させ、そのまま高い位置から振り下ろす攻撃。
九頭竜・川崩れ - かつて氾濫する川の急流を九つの頭を持つ竜に例えたという。そのイメージを元にし、三本の小刀に竜を模した雨の炎を纏わせる攻撃。
滝の舞 - 滝のように降らせた雨の炎をスクリーンのように広げ、そこに自らの姿を映しつつ分身をつくる技。

D・スペード（デイモン スペード）
声 - 髙坂篤志
霧の守護者。貴族出身であるが、堕落した貴族に嫌気がさし、侯爵の娘であったエレナに好意を持つ。エレナの推薦によりボンゴレの守護者に加わるが、敵対戦力によってエレナは殺されてしまう。そのため、I世やツナのやり方を甘いと考えており、I世をボンゴレから退去させ、自分だけが引き続きII世の守護者として残留した邪悪な執念と残虐の持ち主であることが、アニメで明らかになっている。このため一部ではボンゴレの裏切者とされている。物事を分析する魔レンズを所有しており、魔レンズ越しに睨みつけられた者は呪われ、次の日に海に浮かんだといわれている。また、戦闘には柄の先端にも刃がある大鎌を使用している。
なお、顔立ちはツナの霧の守護者・六道骸によく似ており、骸同様敬語で話す。髪形は骸と違い前髪があり、髪のギザギザがこちらは2本入っている。言葉の前に「ん～」という口癖があり（アニメの設定）、六道骸と似た「ヌフフフ」という個性的な笑い方がある。
ボンゴレとシモン騒動の中で、クロームに加藤ジュリーの正体が自分であり、騒動を起こしたのが自分だと明かす。そして、狙いが六道骸の体と述べ、クロームのマインドコントロールを始める。なお、マインドコントロール発動の際は右目にスペード状の模様が浮かぶ。
【I世ファミリー編】
六番手を務めた。幻覚を使って京子たちを人質に取り、ツナたちを黒曜ランドへ誘い込み、彼らを黒曜ランドごと幻影空間に閉じ込めた。守護者たちの幻影を使ってファミリーを自身の思い描いたものに変えようとするが、ツナたちの強い意志は揺るがず、雲雀とクロームの活躍で幻術も破られてしまう。ツナに本気の勝負を仕掛け、幻覚を使って惑わそうとするが、姿を現した骸に阻まれる。マフィアの殲滅を狙うと宣言した骸に興味を示し、I世の後押しもあって継承を認める。
【継承式編】
シモンファミリーの加藤ジュリーに憑依し、ボスの古里炎真をそそのかしボンゴレファミリーの壊滅を狙い、クローム髑髏を媒介にして六道骸の肉体への憑依を狙った。そして骸との対戦後、肉体への憑依を果たして復讐者の牢獄から脱獄し、大空・大地以外の炎を獲得し、ツナたちをあらゆる策で追いつめるが、炎真とツナの連係プレーによって致命傷を負ってしまい逆上、ツナを即死寸前まで追いつめるが、ボンゴレとシモンが起こした奇跡により形勢が逆転。骸の体を捨て、第8の属性の炎を使って逃亡しようと企むが、掟に忠実である復讐者によって阻止されてしまい、ツナのXカノンを受け敗北。最期はツナの芝居とはいえエレナの心中を聞き、ボンゴレを託して安らかに散った。

アラウディ
声 - 近藤隆
雲の守護者。ある国の秘密諜報部のトップで一人でいることを好む性格であったが、I世と正義が一致したときはファミリーの誰よりも味方に優しく、誰よりも頼りになったとされている。ボンゴレ初代門外顧問でもあり、I世の最強の守護者でもあった。武器は手錠。
なお、守護者としての立場や顔立ちはツナの雲の守護者・雲雀恭弥によく似ているが、アラウディは髪がプラチナブロンドである。
【I世ファミリー編】
四番手として登場。敵意をむき出しにする雲雀に対し、戦う意志はないと言い放ち、こっそりと様子を見守っていた。ツナたちとは馴れ合わず、スカルから京子たちや並盛中を守った雲雀を評価し、継承を認めた。

ランポウ
声 - 津田健次郎
雷の守護者。大地主の御曹司で、世間知らずでわがままで臆病な性格の若者であった。戦いにおいてI世はあえて彼を前線に配置したという。恐るべき攻撃力を秘めた盾を持っていた。語尾に「だものね」をつける。
なお、守護者内での立ち位置や顔立ちはツナの雷の守護者・大人ランボによく似ているが、ランポウは髪が緑色である。
【I世ファミリー編】
試験を面倒だと思っており、雷の守護者のランボがまだ子供だったためにやる気が失せていたが、ボンゴレI世の命令により渋々ながら2番手として試験を行った。その内容は、自身がアジト代わりにしている城のある遊園地でのスタンプラリーと適当なものだった。（本人にそのつもりはないが）ランボがヴェルデから城を守ろうとしてくれたことと、その戦いにおいて守護者としての役目を全うしていることを勝手に判断し、守護者の継承を認めた。

ナックル
声 - 木内秀信
晴の守護者。最強の名をほしいままにした無敗のボクサーであり、ルッスーリアによるとパンチの威力は風圧で硝子を割るほど。ある試合で相手を殺めてしまい（アニメでは再起不能）、拳を封印し神に仕える仕事についた。それ以後リングにあがることはなかったが、一度だけファミリーに危機が訪れた時、己に3分間の時間制限を課し、その拳でファミリーを救った。口癖は「究極」。
なお、守護者となった経緯や顔立ちはツナの晴の守護者・笹川了平によく似ているが、こちらは黒髪である。
【I世ファミリー編】
認定試験のやる気を失っていた雲雀を説得した了平の前に突如として現れ、何度断られても雲雀の説得を続け、スカルに立ち向かい、最終的に雲雀の説得に成功したことを大いに評価し、普段から守護者としての責務を全うしているとし、認定試験を行わずにその場で守護者の継承を認めた。

### ボンゴレIX世の守護者
全員簡単なバリアを張る程度の炎を指輪から出す技術を習得しており、6人で輪になり「円陣防御（ディフェーザ・ア・チルコロ）」という炎のバリアを張ることができる。初登場は「継承式編」。また、守護者全員と同じ名前の菓子がある。
コヨーテ・ヌガー
嵐の守護者。左腕に義手をつけている初老の男性。9代目の補佐的存在。シモンファミリーを尾行している最中、彼らに返り討ちに遭う。
ガナッシュ・III（ガナッシュ・サード）
雷の守護者。メッシュ髪の男性。コヨーテに次ぐ、9代目の補佐的存在。指輪から炎のバリア「雷シールド（スクード・フールミネ）」を出し、あらゆる攻撃を弾く。
ビスコンティ
雲の守護者。サングラスをかけた初老の男性。
ブラバンダー・シュニッテン
雨の守護者。顔に無数の傷がある男性。
ニー・ブラウJr.（ニー・ブラウ ジュニア）
晴の守護者。左頬に蜥蜴の刺青がある男性。
クロッカン・ブッシュ
霧の守護者。モヒカンヘアーが特徴の黒人男性。虹の呪い編では、アルコバレーノのおしゃぶりに代わる新たな器を完成させたタルボに付き添って、虹の代理戦争に優勝したツナたちとチェッカーフェイスの前に新たな器を運んできた。

### ボンゴレX世の守護者
獄寺隼人（ごくでら はやと）
声 - 市瀬秀和 / 吉田麻子（幼少期）
演 - 桑野晃輔（第1弾） / 原嶋元久（第2弾）
嵐のリングの守護者。
山本武（やまもと たけし）
声 - 井上優 / 演 - 山本涼介
雨のリングの守護者。
ランボ
声 - 竹内順子（子供） / 津田健次郎（大人）
演 - KIMERU
雷のリングの守護者。
雲雀恭弥（ひばり きょうや）
声 - 近藤隆 / 演 - 岸本勇太
並盛中学校の風紀委員長。通称・ヒバリ。5月5日生まれの牡牛座（誕生日は学校が休日という理由で覚えている）。年齢、血液型は不明（年齢については忘れたらしい）。身長169cm、体重58kg。一人称は「僕」。好きな言葉は「咬み殺す」「ワオ」。好きな寿司ネタはかんぱち、ヒラメのえんがわ。好物は和食とハンバーグ。好きなカキ氷は宇治金時。愛車はスズキ・カタナ。
原作では標的16（第16話）、アニメでは標的1（第1話）から登場。風紀委員長でありながら並盛町一帯の不良たちの頂点に君臨し、裏社会にも警戒されるほどの強さを誇る。愛校心が人一倍強く、風紀委員の部下に手配させた校歌を着うたにしたり、常に制服を着ているなどの諸行動が見受けられる。制服は学校指定のブレザーではなく、旧服の学ランを肩に羽織り、その袖には風紀委員の腕章を付けている。なお、了平の入学時には既に風紀委員長であったことや、バイクを乗り回したり、「自分はいつでも好きな学年」という発言もあることから正確な年齢は不明である。
フゥ太の「並盛中ケンカの強さランキング」では1位。好戦的な戦闘マニアで、より強い相手と戦いたいという願望がある。トンファーを使った近距離攻撃を得意としており、トンファーには鉤や棘、玉鎖など様々な仕込みが施されている。また、群れることと束縛を嫌う一匹狼で、他人が群れているところを見ると「弱くて群れる草食動物は嫌い」という理由で襲い掛かる。
基本的に他者に興味を示すことはないが、自分の攻撃を易々と防いだリボーンには興味を持っているようで、「赤ん坊」と呼び彼の提案を受け入れる形で矛を納めたり協力することもしばしばある。その他、シャマルによって桜に囲まれると立っていられなくなる「桜クラ病」に感染させられていた時期があり、それが原因で六道骸相手に一方的に負けた過去から再戦の機会を望んでいる。なお、アニメ版ではそれが原因となって桜が嫌いになった設定が追加されている。イーピンから好意を寄せられている。
人気投票での順位は第1回4位、第2回（人気キャラ部門）2位で全体では3位、第3回（男性キャラ部門）1位、第4回（キャラ部門）は2位、第5回は2位、第6回は1位、また「アニメオフィシャルキャラクター人気ランキング」1位と主人公の沢田綱吉に次ぐ人気キャラクターである。
【VSヴァリアー編】
ボンゴレファミリー門外顧問の沢田家光によって、ツナの雲の守護者として選出される。ボンゴレリング争奪戦に向けての家庭教師は、ディーノが務めた。しかし、本人は指輪やマフィアに関してはまるで興味がなく、戦う相手や場所や理由さえあればいいようで、ディーノとの修行も単に戦闘訓練のみに充てられた。
ボンゴレリング争奪戦も理解しておらず、嵐の守護者戦終了後に並盛中学に戻ってきた時には荒れた校舎を見て、ヴァリアー隊員を1人で圧倒し校舎の破損の連帯責任として、その場にいたツナとヴァリアーの守護者たちを殲滅しようとするなど大暴れをしかけたが、その場にいたリボーンから「今我慢すれば遠くないうちに、六道骸と戦える」となだめられチェルベッロからも「校舎の破損はきちんと直される」と聞き、その場を後にした。当の雲の守護者戦では、激戦になると思われていたゴーラ・モスカを瞬殺するや、暴れ足りないという理由からボスのXANXUSを挑発し襲い掛かった。全員参加となった大空戦では、野生の象ですら動けなくなる猛毒に侵されながらも束縛を嫌う信念から、自力でポールを倒し雲のリングを手に入れ解毒をし、ベルフェゴールが持っていたリングを弾くことで獄寺に救出するとともにベルフェゴールと交戦に入るが、ベルフェゴールのナイフとワイヤーを併用した戦い方を知らなかったことでダメージを負うも、その仕組みを見抜き優位な状況となるも逃げられてしまう。その後は「校内で死なれると風紀が乱れる」という理由から山本を救出し、残りの守護者も救出するつもりでいたが、自身のダメージの大きさを山本に見抜かれ、後詰めを山本に託した。その後、ツナが正統なボンゴレX世と決まったことによって、守護者の証である雲のボンゴレリングを所有することになる。
【未来編】
- 炎の属性：雲、霧
- 所持リング：雲系リング多数、霧のカモフラージュリング、雲のボンゴレリング（10年前）、アニマルリング（ロール）
- 所持匣：雲ハリネズミ（3つ）→雲ハリネズミVer.V、トンファー

10年後の雲雀は、ボンゴレファミリーとは別に並盛中学風紀委員を母体とした「風紀財団」を組織しており、並盛を愛する心も健在。日本酒を好み、洋酒は飲まない。風紀財団のアジトはボンゴレファミリーの並盛地下アジトと隣接して建造されており、扉で隔てられているものの、雲雀の許可が得られた人物のみ往来が可能とされている。
その強さは10年後も健在のようで、即戦力を求めるリボーンが最初に合流したい最強の守護者として名前を挙げている。この時代には既に破棄されているボンゴレリングの代わりに、精製度の低いリングを使用しているが、雲雀自身の波動が強すぎてリングが耐え切れずに壊れてしまうため、常に精製度の低い雲のリングを複数個持ち歩いて、リングが壊れるたびに使い捨てて、別のリングを使うという稀な運用方法を行っている。「この世の七不思議」に関心を持っているとしており、匣の研究や調査で世界中を飛び回っている。10年バズーカについてもある程度の知識があるらしく、10年後のツナや入江正一とともに10年前からボンゴレリングとその守護者を呼び寄せる作戦を考案していた。
10年前の獄寺と山本がγにとどめを刺される寸前に突如現れて、γに圧勝。その後は、了平とともに年長者として10年前の若い守護者らを導き、幻覚で補われていたクローム髑髏の内臓が失われた際には、霧のボンゴレリングを用いて自分自身の力で生きるよう助言している。10年後の戦闘が分からないツナに、家庭教師として10年後の戦闘を教え込み、追い込むことで覚悟を試すボンゴレボスの試練を与え鍛え上げた。ボンゴレ側勢力によるミルフィオーレに対する一斉攻勢においては、ツナたちのメローネ基地突入を支援すべく、ミルフィオーレ側の襲撃部隊に対する囮となり全て撃破してみせた。その後、草壁とともにクローム髑髏やランボやイーピンを連れ出し、メローネ基地突入の2次隊として基地に潜入、幻騎士と戦闘になるも、全てのリングを使い切ってしまったことで徐々に劣勢となっていくが、その最中に10年前の自分と入れ替わる。
10年前の雲雀は、状況を全く理解できないまま幻騎士との戦闘に突入する。10年後の雲雀と入れ替わる以前に、ディーノから当時発見されたばかりのリングに死ぬ気の炎を灯す方法を教えられているが、ディーノからは炎の大きくするための要素は「ムカツキ」だと誤った知識を教え込まれている。しかし、実際に炎は大きくなっていたことから、ディーノは「雲雀にとって覚悟とムカツキは同じ」と考えたのではないかと草壁は推測した。
獄寺とクロームに助けられたことでさらにむかついたのか、膨大な量のリングに灯した炎を、足元に落ちていた雲ハリネズミの匣に注入して応戦を試みたが、炎が強すぎたことに加えて雲ハリネズミが誤って主人の雲雀を刺してしまったことにより暴走してしまい、逃げる途中基地移動により逃げ場を失い、捕らわれてしまう。入江の離反により事なきを得たが、白蘭によって告げられた知らせを聞いた後に1人行方をくらませ、自身を見つけたディーノに連れられ新たな戦いへ向けての修行を開始した。
チョイス当日も直前まで現れなかったが、タイムアウト直前に山本とともに姿を現し、ツナと守護者とともに白蘭たちのいるチョイスへ参じた。
並中で真6弔花のデイジーと交戦した際は、雲ハリネズミver.Vを形態変化しアラウディが使用したという手錠を使い、雲の炎の特性により手錠を多数に増殖し、デイジーの全身をデイジーの自切よりも早く増殖することで拘束し、晴のマーレリングを没収する。その後、しばらくの間は並盛中学にいたが、真6弔花の桔梗と了平の交戦時に現れ、戦いに参戦するも、桔梗による地中からの奇襲を受け、敗北する。しかしそれは、骸とフランによる真6弔花のデータをとるための幻覚であったため、無事だった。
【アルコバレーノ編】
10年前に一時帰還した後、1人並盛中に居座る。アルコバレーノの試練には自ら関与しない姿勢を見せていたが、スカルの試練では誘導されて骸と交戦、リボーンとヴェルデの試練には、半ば強制的ではあるが参加している。
【I世ファミリー編】
スカルが家庭教師に就任するが、本人は鬱陶しいと思うだけであった。守護者の継承に関しては初代守護者と戦う以外は興味が無いようで、アラウディが戦う気はないことを知るとすっかりやる気を失ってしまう。スカルやツナたちの説得にも応じず、ついに怒ったスカルが並盛中を攻撃してきたため、了平と共に迎え討った。最後まで孤高を貫き、並盛中と偶然居合わせた京子やハルたちを守ったことを評価され、継承を受ける。霧の試験では腕章を奪ったスカルを追って黒曜に現れ、暴れ回って幻術を破った。
【継承式編】
至門中からの転校生・鈴木アーデルハイトと、応接室の明け渡しをめぐって確執を起こす。ツナのボンゴレボスの継承式に関しては全く関わりを持たなかったが、ボンゴレがらみの刺傷事件が並盛中校内で起こったことに憤慨し、犯人を突き止めるために継承式に出席。クーデターを起こしたシモンファミリーと対決するが、圧倒的な力の前に敗れる。その後、雲のボンゴレリングを雲のボンゴレギア「雲のブレスレットVer.X」にバージョンアップした後に一時は消息を絶ったが、VSシモン第4戦にて草壁が操縦するヘリコプターによって途中参戦。アーデルハイトがツナと対決したがっているのに対し、当の本人は継承式をメチャクチャにした炎真と対決したがっていたが、アーデルハイトとの腕章没収戦で我慢することにした。その際に、炎真の言葉によって戦意を喪失したツナの様子を見かねて、自分の戦いを見るよう促した。最初は、アーデルハイトの500体ものブリザードロイドに押されてしまうも、周りに相手しかいないから加減をしなくて良いことから伸び伸びと戦い、500体のブリザードロイドを単独で全滅をさせる。その最中に「風紀」を賭けた戦いであることから、負けられないと言い、「誇りだから譲れないのでは無く、譲れないからこそ誇り」なのだと言い、その言葉からツナは迷いを断ち切るヒントを貰った。その戦闘を見ていたD・スペードからは、鬼人のごとき戦い方と単独での戦いを好むということから雲雀をアラウディの再来であると感じ、警戒するほどであった。その後も増え続けるブリザードロイドを倒し続け、ダイヤモンドキャッスルを予め撃ち込んでいたロールの破片を増殖によって内部から破壊し、アーデルハイトの腕章を奪い勝利する。新生デイモンとの戦いでも先陣を切るが、苦戦を強いられ、究極マキシマムカウンターを避けた直後に、幻覚空間に閉じこめられてしまう。D・スペードを倒した後、幻覚空間から解放されたが、自由の身となった骸と戦うため、黒曜に向かった。
【虹の呪い編】
リボーンが自身の代理に戦ってもらうに頼んだが、D・スペードとの戦いで群れすぎて、じんましんが出たらしく、リボーンに体調不良を理由に断った。風から優勝したら風と戦うという約束を交わしたことで、風チームに自身1人のみで風の代理となった。初日にそれを知った了平たちと遭遇しそれを不服とし、熱くなった了平のバトラーウォッチを破壊し、獄寺と山本のバトラーウォッチも破壊しようとするも、雨燕による鎮静の効果を受けて逃げられる。2日目のバトルではディーノの泊まるホテルに向かい、同じくそこに宿泊したマーモンチームと交戦。単身でルッスーリアとレヴィとベルフェゴールのバトラーウォッチを破壊し、呪解した風とマーモンも交え、遅れた参戦して来たディーノによって本気となったXANXUSを相手に、ディーノから前に聞いていたヒントを元に互角に渡り合うも、戦闘時間が終了し戦闘が終わったことに納得いかずにXANXUSと決着をつけようとするも、戦闘時間以外の戦闘は禁止という代理戦争のルールが「自分の戦いたい時に戦う」という自身の信念にそぐわないことから、自らボスウォッチを破壊し、代理戦争を降りる。そのまま続きをしようとしたがXANXUS自身も雲雀の言葉に納得し、自らボスウォッチを壊そうとしたので、ヴァリアーの要請を受けたディーノに止められる。その後は、ずっとディーノと戦い続けていたが、3日目の昼にツナから代理戦争とアルコバレーノの真実を聞く。バミューダチームとの戦いで、再び時計をつけて参戦。骸たちとイェーガーの戦いに乱入するも苦戦。救援に来たツナがイェーガーの弱点を見破ったことで、骸と共にツナを援護し、イェーガーを倒す。その後、呪解したバミューダに時計を壊される。

笹川了平（ささがわ りょうへい）
声 - 木内秀信 / 演 - 上杉輝
笹川京子の兄で、並盛中ボクシング部主将。8月26日生まれの乙女座（本人は「拳闘士（ボクシング）座」と自称）のA型。15歳（中学3年生）であるが、14歳のころに自分が中学3年生だと思い込み、卒業式に出席したこともあった。身長168cm。体重59kg。好きなスポーツは当然ボクシング。趣味はボクシングのトレーニング。嫌いなことは極限にまどろっこしいこと。好きなカキ氷はイチゴ味。鼻に貼られた絆創膏がトレードマーク。占いは信じず運命は自分で切り開くと語るが、くじ運が非常に悪いことは気にしているらしい。ツナからは「（京子ちゃんの）お兄さん」と呼ばれている。
原作での標的14（第14話）、アニメでは標的1（第1話）から登場。すべての物事をボクシングに繋げて考えるほどの筋金入りのボクシング馬鹿で、素質のある者を見ればすぐさまボクシング部へ勧誘している。アニメでは、前述の通り一話目から登場するため、ツナをボクシングに誘った理由が持田との決闘や球技大会を見ていて素質を感じたからに変更された。自称のリングネームは「極限ライオンパンチニスト了平」。ボクシング同様ケンカも強く、フゥ太の「並盛中ケンカの強さランキング」では5位。しかし、京子にボクシングのことを「パンツ一丁で鍋掴みを付けて戦うスポーツ」と思われていることが切実な悩みである。
強引なところがあり、毎度周囲を巻き込んでは自分の意見を押し通すのがお約束だが、本人には悪気はなく、常に己を磨き強くなることを怠らないポジティブな熱血漢。それでありながら、京子には心配をかけまいとマフィア関係の話は一切耳に入らないよう心がけており、また小学校時代には不良から京子を助けるために後々まで残る傷を負うなど、兄らしい思いやりも持ち併せる。友達思いだが、生意気な獄寺や性格が正反対な雲雀とはいがみ合いが絶えない仲である。
「極限」が行動原理で口癖。普段から極限（死ぬ気）の状態であるため、死ぬ気弾を撃たれても全く変化がない。死ぬ気状態のツナを見て興味を持ち、ボクシング部に勧誘するものの断られるが、その際死ぬ気状態のツナから受けたパンチに感動し、ボクシングの才能があると確信するようになる。なお、この一件でリボーンが了平を気に入り、ファミリーの一員として数えられることとなる。その他、獄寺とは何かと意見が合わず、「芝生（頭）」と呼ばれことあるごとに喧嘩となっている。
勉強は苦手であり、追試を受けている描写がある。
【VSヴァリアー編】
ボンゴレファミリー門外顧問の沢田家光によって、ツナの晴の守護者として選出される。ボンゴレリング争奪戦に向けての家庭教師は、コロネロが務めた。
リボーンからは当初「守護者の中で最弱」といわれたが、コロネロとの修行の中で「極限太陽（マキシマムキャノン）」を習得し、晴の守護者戦でルッスーリアに勝利するなど大きな成長を見せた。全員参加となった大空戦では、獄寺により解毒され、同時にルッスーリアの解毒も提案している。その後、ベルフェゴールとマーモンの作戦に追い込まれた獄寺と山本、クローム髑髏を救出し、ツナが正統なボンゴレX世と決まったことによって、守護者の証である晴のボンゴレリングを所有することになる。
【未来編】
- 炎の属性：晴
- 所持リング：晴系リング、晴のボンゴレリング（10年前）、アニマルリング（漢我流）
- 所持匣：晴コテ、晴カンガルー→晴カンガルーVer.V、名称不明（縄）

10年後の了平は、ボンゴレファミリーに所属している。ファミリーの幹部として内部事情にも精通しており、10年前と比べて幾分落ち着いた性格になっているが、大事なことをすぐ忘れるところや、京子に対するごまかし方は変わっていない。黒川花と恋愛関係となっているようで、互いの部屋には2人で撮った写真が飾られている。なお、トレードマークであった鼻の絆創膏がなくなっているが、本人はいつ無くなったか覚えていない。
10年前のツナたちがボンゴレファミリーの並盛地下アジトに辿り着いた時点では、黒川花に言伝をしてルッスーリアを訪ねて海外に出張中であった。その13日後に帰国し、黒曜ヘルシーランドでグロ・キシニアとの死闘を制した10年前のクローム髑髏を伴ってアジトに帰還した。その際、ボンゴレファミリー本部からの伝言を携えており、5日後のメローネ基地突入を進言した。
自らも作戦に参加し、基地内ではバイシャナに圧勝して見せた。その後、負傷したラル・ミルチを抱えて獄寺や山本と行動していたが、入江の策略により分断され、獄寺と2人でγと対峙する。獄寺を制して単独でγと戦うが、γの圧倒的な力の前に重傷を負ってしまう。γ戦の後を継いだ獄寺はγと相打ちとなり、身動きが取れなくなってしまうが駆けつけた草壁らによって救い出される。しかし、10年前の雲雀が暴走させた雲ハリネズミと入江の基地移動により逃げ場を失い、捕らわれてしまう。入江の離反によりことなきを得たが、白蘭によって告げられた知らせを聞いた後に、超炎リング転送システムによって別の場所に転送される寸前に、10年前の自分と入れ替わる（アニメでは、白蘭から通信が入る前に入れ替わる）。
10年前の了平は、京子やツナたちが行方不明になったことを心配し、日本を5周も走り回って捜索していたという。ツナが京子たちにミルフィオーレファミリーを巡る一連の事件を説明した際には、ツナに対して少なからず怒りや憤りを感じたようだが、一度ツナを殴ったことで気持ちを切り替えて、その後の修行に臨んだ。チョイス戦の後、川平不動産で真6弔花に奇襲を受けた際、負傷する。その後、森で一夜を過ごし、ランボ、バジル、野猿、太猿と共に真6弔花の桔梗を迎え撃つ。修羅開匣をした桔梗に対して晴カンガルーVer.Vを形態変化させて肉体を強化し、ナックルと同じ戦法で戦いに臨んだ。形態変化による肉体のタイムリミットが迫り、雲雀と共に桔梗に到されたかと思われたが、六道骸の幻覚であったため、本人たちは無事だった。獄寺とバジルと共に出現したGHOSTに、アルフィンによる合体技を仕掛けるが、無差別攻撃によって炎が吸収され、我流も攻撃を受けたため、一端匣に戻し、自身も攻撃を受けそうになるが、駆けつけた山本によって難を逃れる。
【アルコバレーノ編】
10年前に一時帰還した後、京子とともに自宅に戻るが、試練を気にかけてことあるごとにツナの下を訪れた。アルコバレーノの試練には、バイパーとリボーン、ヴェルデの試練に参加した。
【I世ファミリー編】
リボーンが家庭教師に就任し、一緒に朝食を取るようになる。誰よりも認定試験を心待ちにしていたため、雲雀が試験を拒否した際は粘り強く説得を繰り返した。その根性と、雲雀と共にスカルから京子たちを守った実力から日常でも守護者の心得えを体現しているとされ、雲雀と共に継承を認められた。霧の試験においては、ランボと共に自分たちの幻影に挑み、京子かランボのどちらを助けるかをデイモンに聞かれ、どちらも救い出してみせると言った。
【継承式編】
ボンゴレボスの継承式数日前、至門中からの転校生でシモンファミリーの青葉紅葉と共にツナの警護をし、意気投合する。継承式に出席中、クーデターを起こしたシモンファミリーと対決するが、圧倒的な力の前に敗れる。その後、晴のボンゴレリングを晴のボンゴレギア「晴のバングルVer.X」にバージョンアップさせた。VSシモン戦で紅葉と対決。しかし、紅葉の攻撃を受けるたびに反撃するが、紅葉のメガネを外した途端、紅葉を本気にさせてしまい、窮地に立ってしまうが、極限サンシャインカウンターで逆転勝利するが、結局、紅葉と相打ちする形で膝をついてしまい、ツナにツナ自身の誇りと山本とクロームのことを託し、復讐者の牢獄に投獄されてしまった。D・スペードを倒した後、ライバルである紅葉と共に復讐者の牢獄から解放されたが、紅葉とけんかするのは相変わらずである。
【虹の呪い編】
リボーンチームの代理として参加。最初のバトルで獄寺、山本と合流。その時、風の代理として参加していた雲雀と遭遇。彼が敵に回ったことを不服とし、ボンゴレギアをつけ挑むもルールのことを忘れ、あっさり時計を壊される。バミューダチームとの戦いでは、サポートに回った。

六道骸（ろくどう むくろ）
声 - 飯田利信 / 演 - 和田雅成
マフィアの刑務所を脱獄した8人衆の1人で、そのリーダー格。6月9日生まれの双子座。15歳。身長177.5cm、体重62kg。血液型不明。好きな花言葉は「完全無欠」（パイナップルの花言葉）。好きな色は黒、紫。好物はチョコレート。嫌いな食べ物は辛味。趣味は幻想散歩。個性的な髪型（犬に「パイナッポー」と言われている）とオッドアイ、「クフフ」もしくは「クハハハ」という笑い方が特徴。常に敬語で話し物腰も柔らかいが、それと同時に得体の知れない雰囲気に包まれてもいる不気味な美少年。城島犬や柿本千種、クローム髑髏など身内には気遣いを見せることもあるが、性格は基本的に冷酷かつ残忍で犬や千種も命を落としかねないほどに酷使するなど、目的のためなら手段を択ばない一面がある。
原作では標的62（62話）、アニメでは標的19（第19話）から登場。前世で六道の全てを巡ったとされており、それにより右目に「六道輪廻」という特殊な能力を秘めている。肉弾戦で雲雀と互角に渡り合うほど「修羅道」による格闘能力も優れ、武器の三叉槍を使用した棒術をの心得がある。
現世では犬や千種とともに、エストラーネオファミリーで人体実験の被験体として扱われていたが、ある日ファミリーを壊滅させて犬や千種とともに出奔している。この際、犬や千種と出会い、ファミリーで研究されていた憑依弾の技術を持ち出している。これまで受けた不遇によりマフィアを強く憎むようになり、作中初登場の5年前にはランチアに拾われたが、ランチアをマインドコントロールしてファミリーを皆殺しにしている。これらの事件が原因で、マフィアの刑務所に収監されることとなる。
マフィアに対する憎悪は根強く、マフィアの殲滅と世界大戦を図り、そのための手段として若いボンゴレX世候補者を槍玉に挙げる。VS黒曜編での脱獄後は、特に結びつきの強い犬、千種、ランチアを連れ立って来日、並盛中学校生襲撃事件の2週間前に並盛中学校近隣の黒曜中学校に転校し、当時の黒曜中学校生徒会長の日辻真人を巧みな策略・幻術で陥れて（小説版『骸・幻想』より）、4日間のうちに不良を束ねて、黒曜中学校の生徒会長代理となった。
ボンゴレX世を炙り出すためフゥ太を捕らえ、沈黙の掟を守るフゥ太にマインドコントロールを施して、「並盛中ケンカの強さランキング」を入手する。黒曜中からの挑発行為と判断した雲雀が単独で乗り込むと、当時感染していた「桜クラ病」を利用して雲雀を捕らえた。
事態を察知したボンゴレIX世がツナに骸討伐の指令を出すと、予てから影武者として活動させていたランチアを「六道骸」として獄寺らと対峙させ、自らは黒曜中生の人質を演じてツナに接触を図るが、このころから片鱗を見せ始めたツナの直感力によってその場は逃げられる。黒曜ランドの映画館で対峙した際には本物の「六道骸」であることを自ら明かし、フゥ太のマインドコントロールをツナに解かれた直後に戦闘を始める。死ぬ気弾が使用できないツナとの戦闘では終始圧倒し、犬や千種、雲雀、獄寺、ビアンキらを憑依弾で操り、ツナを追い込んでいった。しかし、覚悟を決めたツナが小言弾とXグローブでハイパー死ぬ気モードとなると戦況は一転。最終的には骸の黒いオーラを死ぬ気の炎で浄化され敗北、復讐者によって牢獄に収監された。
また、人気投票では第2回（悪役キャラ部門）は1位、全体でも1位、第3回（男性キャラ部門）は3位、第4回（キャラ部門）は4位、第5回は4位、第6回は3位と作中でも屈指の人気キャラクターである。
【VSヴァリアー編】
犬や千種とともに復讐者の牢獄から脱走を試みるが失敗、囮となって犬と千種を逃がすが、骸自身は捕らわれ、最深部の光も音も届かない牢獄に収監されることとなった。精神世界で放浪していたとき、瀕死となって精神のみが彷徨っていた凪（後のクローム髑髏）と遭遇、失われた内臓の機能を補い、六道輪廻の力の一部を与えた。凪は一時的に骸を憑依・実体化させることのできる特異体質であり、骸は凪の体を借りて短時間のみ外界で実体化することが可能となった。
その後、ボンゴレファミリー門外顧問の沢田家光によって、ツナの霧の守護者として選出される。骸はこれを承諾する条件として犬と千種の保護を要求し、ボンゴレリングはクローム髑髏が所有することとなった。
これ以降、「クローム髑髏」側の記述も併せて参照。
【未来編】
- 炎の属性 ： 霧
- 所持リング：霧系リング、瞳のヘルリング、ヘルリング（正式名称不明）
- 所持匣：ヘルリングの物と類似した瞳で装飾された匣（白蘭との戦いで破壊されたため、内蔵物および正式名称は不明）

10年後の骸は、クローム髑髏と同様に、憑依弾なしで骸を憑かせることが出来、輪廻転身をも出来る存在・グイド・グレコを「レオナルド・リッピ」として、ミルフィオーレ本部でスパイ活動させていた。グイド・グレコを媒体とし実体化して白蘭と一戦交えるが、深手を負い消息不明となる。白蘭は死んだと語ったが、復讐者の牢獄の死亡者リストに名前が載っていなかったことから生存していることは確かでおり、実際チョイス終了後に生存が確認された。骸は、外部からの助け（フランである模様）を得て脱出したと述べている。
クロームが10年前のクロームと入れ替わる半年前に、クロームを媒体に実体化してグロ・キシニアと戦闘し敗れたとされている。ただし、この敗戦自体が骸の計画であったとされており、その際グロ・キシニアのサブ匣「雨フクロウ」と“契約”しており、グロの知らないところでこっそりと憑依していた。その後、レオナルド・リッピとして情報を操作して10年前のクロームとグロ・キシニアが戦うよう仕向け、雨フクロウに憑依した状態でクロームを援護している。なお、この骸が憑依した雨フクロウには、風紀財団によってコードネーム「ムクロウ」が与えられていて、霧フクロウとなってクロームの所持物となった今では、正式な名前となっている。
長期の休養を経て、チョイス後のツナたちの前に有幻覚として参上。ツナたちが逃亡する時間稼ぎをした。その後、骸自身もフランの手助けを得て復讐者の牢獄から脱獄した。真6弔花の戦いでは幻術を使って戦闘データを取り、クロームから霧のボンゴレリングと霧フクロウVer.Vを受け取る。
【I世ファミリー編】
長らく黒曜で様子を見守っていたが、霧の継承試験によってクロームに危機が迫ったため、姿を現す。ツナとデイモンの戦いでは、デイモンの幻術を無効化してツナのX BURNERを喰らわせることに成功する。さらにマフィアを殲滅して世界征服を目論んでいることを明かし、デイモンの興味を引き、継承を認められた。
【継承式編】
D・スペードとの戦いの際に実現化し、そのまま彼と戦うこととなる。彼との勝負の後、肉体がデイモンに乗っ取られてしまったため、ムクロウへの憑依を余儀なくされたが、デイモンが体を捨てたことにより肉体を取り戻す。その後、デイモンとの戦いの功績が復讐者に評価され、出所が認められ、晴れて自由の身となった。
【虹の呪い編】
ヴェルデチームの代理として、黒曜メンバーやフランと共に参加。ツナに宣戦布告をする。ヴェルデの幻覚で作ったものを本物に変える装置でユニチームを3人、コロネロチームを2人倒す快進撃を見せる。2日目の戦いで、同盟を組んだリボーンとユニの2チームを相手に善戦するも、その隙を突いたコロネロの狙撃によって負傷。ツナが家光の下に向かい、ユニチームが脱落したことで撤退する。その後の中間発表で復讐者の参戦を知り、さらに彼らから闇討ちをかけられ、辛くも退ける。復讐者の闇討ち後ヴェルデから、代理を降りて構わないと告げられるも、それを拒む。3日目の戦いでは、リボーンチームと遭遇するも復讐者が3人現れたことで、一時手を組むことにした。チームの連携で彼らのローブを剥がすことに成功し、彼らの素顔を目撃する。本気になった復讐者に追い詰められるも、リボーンの代理として現れたクロームと共に復讐者2人を撃破。リーダーのジャックも、ツナが倒したことで勝利する。その後、ツナの呼びかけに応じバミューダチーム打倒のため、残りのチームで同盟を組む。自らは白蘭、XANXUS、スクアーロ、ディーノと共にイェーガーと戦うが、彼の強さに全員がかりでも手が出せず、後から来た雲雀も苦戦をすることとなる。その後、救援に来たツナによってイェーガーの弱点が明らかとなり、雲雀と共にツナを援護し、イェーガーを倒す。その後、呪解したバミューダに時計を壊される。

クローム髑髏（クロームどくろ）
声 - 明坂聡美 / 演 - 朝倉ふゆな
ボンゴレリング争奪戦において、ツナ側の霧の守護者として現れた少女。12月5日生まれの射手座。13歳（中学2年生）。血液型不明。身長152cm。体重41kg。好物は水飴、麦チョコ。嫌いな食べ物は脂っこいもの、パイナップル。好きな動物は猫。
六道骸と同じ髪型で同じ武器（三叉槍）を持ち、名前は「六道骸」のアナグラムとなっている。右目に髑髏の模様の眼帯を付け、黒曜中の制服をへそ出し仕様に改造したものを着用するなど、骸を常に意識した姿をしている。
本名は「凪（なぎ）」。娘に愛情を注がない女優の母（声 - 庄子裕衣）と、仕事にしか興味のない外資系企業の義理の父の間に育つ。そうした複雑な家庭で育ったため極めて大人しく内気。ツナの守護者となった後も、普段は骸一味のアジトであった「黒曜ヘルシーランド」をねぐらとしているが、犬や千種からは疎まれ専ら1人で過ごしている。また初登場時に挨拶と称してツナの頬にキスをするなど、とても非常識的な行動も取る。
猫を助けようとして交通事故に遭い、右目と内臓のいくつかを失っている。医師は母親に内臓移植を持ちかけるも拒絶され、凪は生死を彷徨っていたとき骸と出会い、幻覚によって内臓の機能を補って延命している。凪自身が骸を一時的に憑依させることのできる特異体質であり、体を媒体とすることで一時的に骸を実体化することが可能である。初めて自分を必要とした彼の力になろうと骸を「骸様」と呼び、彼の意思に従い行動している。他人からの優しさに慣れておらず、10年後の世界で笹川京子と三浦ハルから優しくされた際には戸惑い、他の守護者からも距離を取るあまり一時は部屋から出ることができなくなっていた。しかし、彼女を心配したイーピンの手助けもあり、京子とハル、ビアンキとは未来編での交流を通じて友達の間柄となった他、他の守護者たちとも打ち解けつつある。
【VSヴァリアー編】
ツナの守護者となった骸の代理として、犬や千種を伴ってボンゴレリング争奪戦霧の守護者戦に参じた。マーモンとの戦いでは、幻術や六道輪廻の一部を駆使して善戦するも及ばず、骸との絆で拠所である三叉槍を破壊されると内臓の機能を失い、窮地に陥るが実体化した骸が形勢を逆転したことにより勝利を収めた。
大空戦ではベルフェゴールとマーモンに捕らわれ人質とされたが、了平によって救い出される。その後、ツナが正統なボンゴレX世と決まったことによって、守護者の証である霧のボンゴレリングを所有することになる。
【未来編】
- 炎の属性：霧
- 所持リング：霧のボンゴレリング（10年前）、アニマルリング（ムクロウ）
- 所持匣：霧フクロウ→霧フクロウVer.V

ヴァリアーとのボンゴレリング争奪戦から5年後、18歳の時に犬と千種とともに骸を救い出すため復讐者の牢獄へ突入を試みているが、失敗して以後の消息が確認されていない。その後、ボンゴレ側がクロームの姿を確認するのは10年後のツナたちが並盛地下アジトに辿り着く少し前であるが、それまでの間にグロ・キシニアとの戦闘で骸を実体化して応戦するも敗れる。
レオナルド・リッピとしてミルフィオーレファミリーに潜入していた10年後の骸が、白蘭との戦闘で消息不明となった際には、幻術で補われていた内臓機能を失い、一時危険な状態に陥る。雲雀の助言により、霧のボンゴレリングで補った自らの幻術で一命を取り留めるが、メローネ基地突入のメンバーからは外された。
雲雀と草壁に連れられ、ランボやイーピンとともに2次突入メンバーとして潜入し、獄寺や山本らと合流するが、10年前の雲雀が暴走させた雲ハリネズミと入江の基地移動により、逃げ場を失い捕らわれてしまうものの、入江の離反によりことなきを得た。川平不動産で真6弔花に奇襲を受けた際、トリカブトが修羅開匣した幻術を、霧フクロウVer.Vを形態変化させた魔レンズで打ち破る。3人の真6弔花との戦いでは、10年後の骸に霧のボンゴレリングと霧フクロウVer.Vを渡し、気を失う。その後、過去に帰った現代のツナたちと入れ替えに10年後の彼女も無事に装置から目覚めた。
【アルコバレーノ編】
10年前の世界へ一時帰還した後、黒曜ヘルシーランドに戻る。アルコバレーノの試練には、スカルの試練では骸を実体化し誘導されて雲雀と交戦、リボーンとヴェルデの試練には、半ば強制的ではあるが参加している。
【I世ファミリー編】
10年前に再び帰還してからは姿を消していたが、デイモンによって操られ、京子たちと共に捕えられてしまう。アルコバレーノの力を使って幻術として出現したマーモンに叱咤され、京子たちを幻覚から救い出した。
【継承式編】
黒曜町で、シモンファミリーの加藤ジュリーにナンパされるが無視。継承式では、敵に襲撃され出席できなくなった山本を、周囲の目をごまかすために有幻覚で作り上げ、その場をしのぐ（スクアーロやディーノにはすぐにばれたが、マーモンからは有幻覚の出来栄えを誉められている）。クーデターを起こしたシモンファミリーと対決するが、圧倒的な力の前に敗れ、倒れたところをジュリーに連れ去られる。シモンのアジトに監禁され、ジュリーに憑依していたD・スペードに洗脳を施され服従し、その後、洗脳を解除されると共に、Dの策略で骸と入れ替わってしまう。デイモンとの勝利後、元に戻り、ボンゴレ・シモン陣営の守護者の中で唯一、投獄や幻覚空間への幽閉を免れた。自ら犠牲となる炎真を助けるため、結界を張るが、クロームの炎だけでは弱いため、骸の炎で強化され6分割されたデイモンを攻略するきっかけを作った。
骸が出所した後、骸に黒曜から出ていくように言い渡され、並中に転校した。
【虹の呪い編】
骸が戻ってきたことによる彼との今までの関係が変化したことによって、彼に自分を見てもらいたいという想いから彼の幻覚でできた内臓を拒絶していたが、一方で今までどおり骸の内臓と共存したい気持ちもあり、ジレンマに陥る。そのせいで命の危機に瀕するほど衰弱していたが、リボーンの「お前は骸のどこにいたいんだ?」という問いに「骸と骸の好きなものを守れる場所にいたい」という答えを見つけ、リボーンの代理として参戦。骸との合わせ技で、復讐者2人を倒した。バミューダチームとの戦いでは獄寺、山本、フランとともに、スモールギアとビッグピノと戦う。その戦いでやる気を見せないフランを叱咤し立たせるなど、唯一彼を制御することに成功する。救援に来たツナたちとともに2人を倒した後、ツナとともにイェーガーの下に向かうもイェーガーの攻撃で負傷し、後に呪解したバミューダによって時計を壊される。戦いが終わった後も黒曜には戻らず、並盛に住んでいる模様。

## 門外顧問組織CEDEF（チェデフ）
正式名称は「Consulenza Esterna Della Famiglia」。通称、門外顧問チーム。普段はファミリーに所属しないが、非常時にはボスに次ぐ権利を持つ実質上No.2の門外顧問が率いる組織。7、8人で組織される少数精鋭部隊で、主に諜報活動を行う。所属するメンバーの多くは香辛料の名前からとられており、それらは全て本名ではなくコードネームである。表向きはダミー会社を隠れ蓑にして、一般企業を装っており、現在では諜報員は800人以上いる。ボンゴレI世からII世に移り変わる時に、ボスの権力を分散させるために組織された。
アラウディ
ボンゴレファミリー初代門外顧問。
#アラウディを参照。
沢田家光（さわだ いえみつ）
声 - 岩崎征実
演 - 河合龍之介
主人公・ツナの父親であり、ボンゴレファミリーの「門外顧問」。ボンゴレI世の玄孫にあたる。齢は38歳。6月15日生まれの双子座で、A型。身長189cm、体重85kg。座右の銘は「現場主義」。愛妻家で、妻の奈々の手料理が好物。好きな飲み物は酒で、趣味は部下に日本文化を教えること。マフィアの関係者であることを家族には秘密にしており、一見ちゃらんぽらんかつ、ぐうたらでいい加減な性格であることに加えて部下に間違った日本文化を教えたり、未成年のフゥ太に飲酒を勧める（アニメ版ではカット）などと奇行が多いことから、息子のツナからは疎まれている。また、ツナにリボーンを筆頭とする非常識な面々への苦手意識を植え付けた張本人でもある。2年前から石油を掘ると言って海外に出かけていたが（実際は門外顧問としての活動のためである）、ハーフボンゴレリングをツナたちに渡すために帰国する。そのままボンゴレリング争奪戦を見届ける予定だったが、XANXUSの策略に嵌まってしまい、イタリアでのボンゴレ本部突入の際に深手を負わされた。
かつては「ボンゴレの若獅子」と呼ばれていたほどの人物で、直属の部下たちからは「親方様」と呼ばれて慕われている。公に門外顧問として行動する際はスーツ姿、それ以外は工事用ヘルメットにつなぎを着用してつるはしを持ち歩いている（武器としても使ったことも一度ある）。リボーンとも旧知の間柄らしい。
その戦闘力は本物であり、ボンゴレギアを装着し、死ぬ気状態になったツナですら全く歯が立たないほどである。リボーンを初めとしたアルコバレーノたちからもその実力は高く評価され、認められている。死ぬ気の炎の属性は大空。
【未来編】
10年後の世界では、現代のツナがやってくる5日前から奈々とイタリアに旅行中だったために、行方不明。
【虹の呪い編】
コロネロの頼みにより、コロネロチームの代理として虹の代理戦争に参戦し、ボスウォッチを装着する。
3日目開始前の復讐者の闇討ちで、時計を壊され、本人も重傷を負い脱落する。
バジル
声 - 寺崎裕香 / 演 - 前田大翔
家光を「親方様」と慕い付き従っている真面目で温厚な少年。本名はバジリコン。年齢は14歳。7月23日生まれの獅子座。O型。身長157cm、体重47kg。武器は刀兼用のブーメラン兵器「メタルエッジ」と、死ぬ気弾の錠剤型「死ぬ気丸」。死ぬ気の炎の属性は雨。家光から昔ながらの日本文化を教えられたため、一人称が「拙者」であったり、他人を呼ぶ時は「おぬし」「～殿」と付けるなど、時代錯誤な口調で話す。また、日本では洗濯をたらいと洗濯板で行うものだと思っている。それらが現代の日本ではおかしいということを、彼自身は気付いていない。好きな言葉は「ブシドー」、「サムライ」。好物は納豆。好きな音楽は演歌。趣味は洗濯。宝物は家光からもらった褌。
家光の命により、ハーフボンゴレリングをツナに渡すために来日。リング争奪戦ではツナの修行相手を務める。超（ハイパー）モードになった時に、武器に雨属性の死ぬ気の炎を灯して見せた。争奪戦終了後、ツナに死ぬ気丸を渡し、ランチアと共にイタリアに帰った。
【未来編】
- 炎の属性：雨
- 所持リング：雨系リング（精製度A以下）
- 所持匣：雨イルカ

ツナたちがメローネ基地に突入した9日前に、スペインで10年前の自分と入れ替わり、10年後のバジルが持っていたであろうリングと匣、「助太刀の書」でミルフィオーレを撃退しながら並盛のアジトへ来た。チョイス戦から、ツナらボンゴレファミリーと行動を共にしている。川平不動産で真6弔花の襲撃を受け、負傷した。その状態で、了平、ランボ、野猿、太猿と共に桔梗を始めとする真6弔花との戦闘を開始したが、戦闘中にGHOSTが出現する。アルフィンの力により、GHOSTとの戦いとツナと白蘭の決戦でコンビネーション必殺技を使用、ツナと白蘭・そしてユニのいる結界を壊せはしなかったものの、内部への突破口をこじ開けた。戦いが終わり、ツナたちと共に現代に帰還し、それと同時に10年後のバジルも正一の装置から開放され、元に戻った。
【虹の呪い編】
コロネロの代理となり、メンバー揃って来日。ツナと手合わせすることを望んでいる。代理戦争前に、さらなるハイパー化の修行を始める。代理戦争の2日目には、シモンファミリーを偵察していたが、バミューダと復讐者がスカルとシモンファミリーを戦闘不能にするのを見ていることしかできなかった。4日目のバミューダチームとの戦いでは、ツナや炎真と共に復讐者を迎え撃つ。

モレッティ
声 - 安田裕
門外顧問チームの特殊工作員。ニット帽を被った男性。年齢は33歳。2月19日生まれの水瓶座。B型。身長180cm、体重72kg。「殺され屋」の通称を持ち、仮死状態になる技「アッディーオ（さようなら）」を使う。初登場時は日本に遊びに来たついでの挨拶代わりにと、仮死状態でツナの部屋にいた。
【VSヴァリアー編】
家光から特命を受けてボンゴレ本部をスパイしており、ゴーラ・モスカのプロトタイプと対峙し窮地に陥っていたオレガノ、ターメリック、ラル・ミルチを助けた。
ターメリック
声 - かねこはりい
家光が本部に突入した時に同行した。坊主頭の男性。年齢は28歳。11月2日生まれの蠍座。B型。身長186cm、81kg。
【虹の呪い編】
コロネロの代理として来日した。

オレガノ
声 - 水野理紗
ターメリック同様、本部突入の際に家光に同行した、眼鏡を掛けた女性。普段は家光の秘書として彼をサポートしている。年齢は22歳。3月5日生まれの魚座。A型。身長171cm、体重56kg。
【虹の呪い編】
コロネロの代理として来日した。

ラル・ミルチ
声 - 鈴木真仁
濁った灰白色のおしゃぶりを所有する赤ん坊だが、アルコバレーノではなくそれに準じた存在で、自称「アルコバレーノのなりそこない」。年齢不詳。2月20日生まれの魚座。O型。身長40cm、体重4kg。
一人称に「オレ」など男言葉を使うが、実は女性。イタリア海軍特殊部隊「COMSUBIN（コムスビン）」の教官時代にアルコバレーノになる以前のコロネロを鍛えあげており、その指導力はリボーンからも高く評価されている。
「運命の日」に“選ばれし7人（イ・プレシェルティ・セッテ）”として集められた1人だが、コロネロによってその役目は代行される。しかし、アルコバレーノの呪いを受ける際にコロネロは庇いきれず、ラル・ミルチ自身も影響を受けて赤ん坊の姿に戻り、アルコバレーノの7つのおしゃぶりに含まれない「灰白色のおしゃぶり」を所有することとなった（これが「なりそこない」の所以）。ただし、他のアルコバレーノと異なり呪いが不完全であったため、力を使用しすぎなければ呪いは解ける可能性があり、10年後の世界では非73線の影響も少ないため、生きながら成長もしている。
武器はショットガン。呪いの影響で顔の右側に痕があり、右目の視力が悪化しているためゴーグルが欠かせない。初登場の『VSヴァリアー編』では、家光・オレガノ・ターメリックと共に、ボンゴレ本部に突入した。
【未来編】
- 炎の属性：雲、霧
- 所持リング：雲系蜈蚣のリング、霧系リング、霧のステルスリング、雨のアルコバレーノのおしゃぶり（呪いが不完全なことによる影響で混濁している）
- 所持匣：霧（ネッビア）ガントレット、雲蜈蚣、迷彩柄の保存用匣、バルーン（ほか2つ）

10年後は成人した姿で登場。身長165cm、体重49.5kg。並盛町にいるツナのファミリーの調査のため来日したところ、10年前の姿をしたツナたちと偶然出会い同行する。アジトに来る最中にコロネロの物と思われる迷彩柄のバンダナを持っていたりと、コロネロとの関係が深く、その敵討ちも兼ねて敵を討とうとしている。甘えや妥協を良しとしない厳格な性格だが、無茶をする無鉄砲な一面もあり、不器用な面も見せる。生真面目すぎるため、リボーンからよくからかわれている。なりそこないであるため、波動が雲と霧の属性に変化してしまった。本来受け取るはずだった、おしゃぶりの属性は雨。
当初は10年後に来たツナたちを信用しておらず、彼らの力を借りずに白蘭を倒そうとしていたが、リボーンの言葉によりツナたちを鍛えること、そして二度と悲劇を繰り返させないことを決意する。ミルフィオーレの日本支部突入では、コロネロの仇とも言うべきジンジャーと対戦、辛くも勝利を収めるも重傷を負い、意識を失った。その後、ツナたちと合流する。メローネ基地での基地での戦いが終わった後、ボンゴレのアジトで療養しており、傷が癒えていないためチョイスには参加せずに、アジト内で待機している。その後、コロネロのおしゃぶりをユニに預け、獄寺・γと共にザクロと戦うものの、ザクロの攻撃を受け、戦闘不能となった。戦いが終わった後、ユニの力によって生き返ったコロネロと再会し、ツナたちが過去に帰るのを見届けた。
【アルコバレーノ編】
アルコバレーノの試練の立会人として登場している。必殺技は「サバイバルブラスト」。
【虹の呪い編】
コロネロが家光を代理に選んだため、コロネロのチームとして代理戦争に参加。代理戦争で戦闘に参加した描写はなかったが、復讐者のルールの裏をかいた闇討ちに遭い、なんとか退けるも家光のボスウォッチが破壊され敗退。その時、コロネロが自分の呪いを解くために戦っていたことを知り、想いを通じ合わせる。代理戦争が終わりチェッカーフェイスから呪いを解かれ、呪いを完全に受けていないことが幸いし、元の姿に戻る。その後、コロネロと結婚し、その式にツナたちを招待する予定だった。

## ヴァリアー
ボンゴレファミリー最強と謳われる闇の独立暗殺部隊。ボスへの忠誠心が強く、裏で様々な仕事をこなしてきたが、XANXUSがリーダーになると同時に暴走し始める。人間わざでは到底クリアできないようなミッションをいかなる状況でも完璧に遂行する、悪魔の所業ともいえる殺しの能力の高さを持つ集団であり、周りからは畏怖を込めて「ヴァリアー・クオリティ」と言われている。「弱者は消す」が理念であり、失敗すれば容赦なく処刑される。また作戦時にはプロとして絶対的な勝利を求められるため、成功確率が90%を下回ると予測される場合は作戦自体を中止する場合もある。なお、メンバー全員は7ヵ国以上の言語を話すことができ、同時に入隊条件でもある。
【未来編】
ミルフィオーレファミリーの第11ヴィオラ隊を襲撃し、B級以上の4人を暗殺しているとレオナルド・リッピ（グイド・グレコ）が白蘭に報告したが、これはレオ（＝骸）による情報操作であった。ツナたちのいる日本支部に、外部に異変があったとしても指示があるまでは現状を維持するよう連絡してきたが、ヴァリアーはボンゴレ9代目直属の部隊であるとして日本支部への支援は行っていない。ボンゴレによるミルフィオーレに対する一斉襲撃のイタリア主力戦では、ボンゴレ連合軍が苦戦したミルフィオーレ・ホワイトスペルの古城を10分で攻略、新たに指揮官となった6弔花のジル率いるミルフィオーレ軍を相手に応戦し、撃破している。その後、すでに日本を訪れていたスクアーロ、骸救出に向かったフランを除いた幹部全員で、ボンゴレリング所有者を援護する目的で来日した。

XANXUS（ザンザス）
声 - 池田政典 / 演 - 林田航平
ボンゴレ9代目ボスの息子で、ヴァリアーのボス。ボンゴレ10代目候補として、大空のハーフボンゴレリングと、X（10）の称号を名前に2つ持つ。顔と全身に9代目につけられた無数の傷跡を持ち、激昂すると顔の傷跡の範囲が広がり大きく浮かび上がる。
普段は寡黙だが、自分以外の人間を「カス」と見下す傲岸不遜さ、凄んだだけで相手を沈黙させる威圧感を持つ。気に入らないことがあると周りに当たり散らすことがしばしばあり特にスクアーロが被害を受けているが、彼をはじめとした部下たちからは信頼されているようで、有事の際にはXANXUSのために団結するなど、荒くれ者揃いのヴァリアーを束ねるカリスマ性を持ち合わせている。
年齢は24歳。10月10日生まれの天秤座。O型。身長188cm、体重80kg。嫌いなものは自分以外の全て。趣味は銃の手入れ、スクアーロいじり。好きな飲み物はテキーラ、ウィスキー。マーモン曰く好きな食べ物は肉（ただしA5ランクの物のみ）。
ツナの後から新たに10代目ボス候補に選ばれたと思われていたが、実はXANXUS自身の虚言。昔は自分が9代目の実子であると信じていたが、それは、下町の生まれにして炎を宿していた自分を見て「XANXUSは自分と9代目との子だ」という妄想に取りつかれた母親の妄言だということ、実の子同然にXANXUSを受け入れようとしていた（XANXUS自身は、それを決して認めようとしなかった）9代目の嘘だということ、自分にボスの座の継承権はないということを、16歳のころに知ってしまう。その後、ボンゴレ史上最大のクーデター「揺りかご」を起こし9代目の命を狙うも、「死ぬ気の零地点突破」を受け氷柱の中に封印され、その際顔と全身に無数の傷を負っており、怒りが頂点に達するとその時の傷が浮かび上がる。その後、何者かによって封印を解かれ（これに関しては、誰が何のためにしたのかは最後まで明かされなかった）、ツナたちとのリング争奪戦に至る。
ボンゴレの血統ではないが、「憤怒の炎（死ぬ気の炎の亜種）」と呼ばれる凄まじい破壊力の炎を自在に使いこなし、掌中に発生させ放出して相手にダメージを与えることが出来る。武器は、死ぬ気の炎を蓄えられる7代目が使用したものと同じ二丁拳銃を愛用している。
ボンゴレリング争奪戦大空戦でツナに敗れた後、処罰された（処遇は家光と9代目が決めたとされるが、その内容は不明）。
【未来編】
- 炎の属性：大空、嵐
- 所持リング：大空のヴァリアーリング
- 所持匣：白の天空ライオン（天空嵐ライガー）

10年後もヴァリアーボスとして、ヴァリアーに在籍。10年経っても乱暴さは健在のようで、ミルフィオーレに部隊が襲われる緊急時にも部下にフィレ肉を要求し、自分の不始末で床に落ちてしまったにもかかわらず八つ当たりで部下をボコボコにした（一部始終を聞いたスクアーロは「あのクソボスはこのクソ忙しい時に何やってんだ」と言いながら激昂していた）。
実力も健在の様子で、イタリア戦線においてジルとオルゲルトに拠点の古城を奇襲攻撃され、城を潰されても玉座に座ったままジルを挑発。そして自身の匣、白の天空ライオン（レオネ・ディ・チエーリ）でオルゲルトの巨雨象（エレファンテ・フォルテ・ピオッジャ）を本来大空の匣には出来ないような技を用い撃破。その後、ジルの嵐コウモリ（ピピストレッロ・テンペスタ）の不意打ちを受け激昂、体のあざを浮き出させ、自身の匣の真の姿・天空嵐ライガー（リグレ・テンペスタ・デイ・チエーリ）を露わにして応戦し、撃破する。ジルの挑発に対する怒りから、10年後のツナをそれなりに認めてはいるものの負けたことはいまだ屈辱と感じ、ボスの座も諦めてはいないようである。また、自分を負かした彼をどうしても認められない模様だが、「外部の襲撃を受けた非常時においては、ボンゴレは常に一つ!!」と断言するなど、精神面での成長も見られている。
ザクロ・ブルーベルと獄寺の交戦に割って入り、大空と嵐の雄たけびでアンモニウムを破壊する。
【虹の呪い編】
マーモンチームの代理のリーダーとして、ツナに敗北の雪辱を果たすため参戦。しかし一度目の戦いでは、終始寝転がったままだった。二度目の戦闘でのヴァリアーと雲雀との戦いでは、空腹で食べたルッスーリアのおしるこのもちを喉に詰まらせ、水を取りに行ったマーモンを追いかけたところに鉢合わせる。タルボからニューヴァリアーリングに付けられた新機能により、ボンゴレギア同様白金鎧天空嵐ライガーとなったベスターを呼び出し「形態変化」させることができるようになり、ディーノの挑発により怒りで古傷を浮かび上がらせながらベスターを形態変化させ「獣帝銃（ピストラ・インペラトーレ・アニマーレ）」を使い、雲雀たちを圧倒。雲雀のボンゴレギアの鎖分銅での攻撃により引き分けるも、結果に納得せずに戦闘を再開しようとした雲雀がボスウォッチを自ら壊したのを見て同調し、自分も壊そうとしたところを部下たちに強引に止められる。復讐者の闇討ちでは、手傷を負わされながらも泰然とした態度だった。ツナの呼びかけにより、バミューダチーム打倒のための同盟を組み、自らイェーガーとの対決を希望。スクアーロや骸、白蘭、ディーノと共に挑んだが、最初のイェーガーの奇襲で右腕を切り落とされ、スクアーロを瀕死に追い込まれてしまい、白蘭の作った隙を突いたがあっさりかわされ、重傷を負わされ脱落。一足早く、病院に送られる。

スペルビ・スクアーロ
声 - 高橋広樹 / 演 - 髙﨑俊吾
ヴァリアーのNo.2で、好戦的な性格の長い銀髪の剣士。火薬仕込みの剣を使う。スクアーロ（squalo）は、イタリア語で「鮫」を意味する。
年齢は22歳。3月13日生まれの魚座。O型。身長182cm、体重75kg。好きな言葉は「誇り」。好物はマグロのカルパッチョ。嫌いなものはXANXUSのご機嫌取り。好きな動物は鮫。趣味は剣の手入れ。「う゛お゛ぉい!」が口癖で、常時ドスのきいた声でがなり立てている。フゥ太の声の大きいマフィアランキングでは堂々の第一位。
かつて剣帝テュールとの戦いで、左手を持たない剣帝の技を理解するために自ら左手を切り落とし、その後は剣を着脱できる義手を着けている。その義手は全方向に自在に動かせるため、死角はない。ヴァリアーのボスになる力を持っていたが、XANXUSの怒りに憧れボスの座を譲り、彼の計画成功の験担ぎとして髪を8年間伸ばし続けていた。
誰もが恐れる凶暴な性格だが、ヴァリアー内部ではその血の気の多い性格はむしろあしらいやすいらしく、XANXUSにはカスザメ、フランには「アホのロン毛隊長」などと呼ばれている。
【VSヴァリアー編】
XANXUSを守護する主要ファミリーの証として、雨のハーフボンゴレリングを持つ守護者。少年のころから東洋・西洋問わず流派を潰しており、その流派のスタイルを片っ端から吸収していくことで強くなっていった。雨戦では、かつて倒した時雨蒼燕流を使う山本相手に優勢に運ぶが、継承の方法までは知らなかったことが仇となって敗れ去る。戦闘後、雨の守護者の戦闘エリア「アクアリオン」に放たれた鮫から山本が助けようとしたが、剣士としてのプライドから自らそれを拒み、サメに食われて水中に没した。
そこで死亡したと思われていたが、実はディーノの部下によって助け出されており、重傷を負ったものの一命は取り留めた。死んだものと思われたため（チェルベッロは知っていたと述べている）大空戦への強制招集の対象からは外されたが、XANXUSの過去を知る数少ない人物として、重要な証言をした。
【未来編】
- 炎の属性：雨
- 所持リング：雨のヴァリアーリング
- 所持匣：暴雨鮫

10年後もヴァリアーに在籍、作戦隊長として戦線指揮を執っている。2代目剣帝を名乗っている。以前自分を破った山本の剣の才を見込み、自分の戦った状況を撮っては「剣帝への道」と称したDVD（撮影はルッスーリア）を、毎度「自慢」として山本に送りつけている。DVDは「100戦」と銘打たれているが、100戦目に戦った幻騎士がわざと負けたことには既に気がついていたため、ひそかにノーカウントにし、その100戦のDVDの他に表向きはおまけとして他の剣士との101戦目の戦闘DVDが収められている。
イタリア戦線では作戦隊長としてヴァリアーをまとめミルフィオーレに対抗しており、篭城している古城の東方の抜け道において、ミルフィオーレ隊員と戦闘を繰り広げていた。
その後、山本の修行のため日本へ渡り、山本を鍛え上げる。チョイスでは、基地ユニットにこっそり忍び込んで会場までついて来ていたが、桔梗に見破られて姿を現した（本人によると、紛れ込んで暴れるつもりだったらしい）。チョイス終了後にユニを匿って逃亡した後、ボンゴレ日本支部に潜入したザクロからユニたちが逃げる時間を稼ぐために交戦したが、白蘭からパラレルワールドでの自身の技などを聞かされていたザクロによって左手を切り落とされるなど圧倒された。その後、重傷を負っていたが、救出に向かった山本によって救い出され、GHOSTとの戦いの最中に姿を見せる。
【継承式編】
ボンゴレボスの継承式に出席するため来日。欠席のXANXUSに代わり、ヴァリアーボスを代行。シモンファミリーのクーデターに際し、シモン討伐の任の引継を9代目に進言するが、却下される。
【虹の呪い編】
マーモンの代理として参戦。一度目の戦闘で炎真と遭遇し、ヴァリアーの連携で潰しにかかるも、呪解したスカルのアンデッドボディに阻止され、時間切れとなる。二度目の戦闘では、ホテルにやってきた雲雀と風と対決。風によって他のメンバーが脱落し、XANXUSの参戦により切り返しを狙うも、風の奥義により時計を壊される。復讐者の参戦と闇討ちを受けて、その後マーモンチームに余っていた時計をつけて、再び参戦。ツナの呼びかけによるバミューダチーム打倒のための同盟では、各チームのリーダーと一緒にイェーガーの相手をすることになるも、右腕を落とされたXANXUSを庇い、心臓を一突きされてしまう。その後、病院でマーモンによって幻覚の心臓を作られたことで、一命を取り留めた。

ベルフェゴール
声 - 藤原祐規 / 演 - 大海将一郎
ヴァリアーの幹部の一人。通称・ベル。名前の由来は旧約聖書『民数記』第25章に出てくる、七つの大罪に比肩する悪魔の一柱の「怠惰」「色欲」を司る悪魔の名からである。通り名は「プリンス・ザ・リッパー（切り裂き王子）」。王冠（ティアラ）を被り、目は前髪で隠れていて見えないが、ルッスーリアによると、涼しげで優美らしい。隊服の下にボーダーの服を着用している。年齢は16歳。とある国の王子だが、出身国は非公開（本人によると国連加盟国）。12月22日生まれの射手座。AB型。身長170cm、体重58kg。好物は寿司。好きな飲み物は牛乳。好きな言葉は「王子」。嫌いなものは、自分より生意気な奴。趣味は地元の殺し屋殺し。フゥ太の財布にお金が入っていないマフィアランキングでは、第一位（理由はカードしか持ち歩かないから）。
武器は鋭いナイフとワイヤー。ヴァリアーの中でも一番の天才であり、こと戦闘に関してのみならば最も才能があると言われている。王族の血を引いているものの、常人離れした戦闘センスを持て余し、8歳で自らヴァリアーに入隊した変わり者。口癖は「だってオレ王子だもん」。「うしし」などの相手を小馬鹿にしたような笑い方をよくする。一見すると無邪気に見えるが、実際は邪気の塊のような性格であり、遊び感覚で人を殺すが、非戦闘員に関しては面白くないので手を出さない。小説版では、リング争奪戦の合間に山本武の父で元殺し屋の剛を殺しに訪れたが、成り行きで刺身さばきの対決を繰り広げたことがあり、その影響か好きな食べ物が寿司になっている。過去に自分の双子の兄（ラジエル / 通称・ジル）を「ゴキブリと間違えた」と言ってメッタ刺しにして殺しており、自らの血を見ると半狂乱的な状態になる。また、雲雀と戦った際に「自分の血を見て本気になるのも悪くないけど今は記憶を飛ばしてる場合じゃない」と言っていたことから、記憶は飛んでいるものの、自分が血を流すと興奮することは自覚している。
【VSヴァリアー編】
XANXUSを守護する主要ファミリーの証として、嵐のハーフボンゴレリングを持つ守護者。嵐戦では獄寺と死闘の末に倒されたかに見えたが、リングへの執着心のみで獄寺から勝利をもぎ取る。大空戦では被毒するが、XANXUSによって救われる。その後、雲雀に重傷を負わせながらも退けられる。マーモンを解毒し、共にクロームを盾にして大空以外のリングを手に入れると共に獄寺、山本、クロームの殺害を試みるが、了平によって阻まれ、リング入手のみに終わる。その後、マーモン共々XANXUSのもとに駆けつけ、氷漬けにされたXANXUSを救い出すも、XANXUSとリングが適合しなかった。切り札としたヴァリアー精鋭部隊もランチアに壊滅させられ、降伏する。
【未来編】
- 炎の属性：嵐
- 所持リング：嵐のヴァリアーリング
- 所持匣：嵐ミンク

10年後もヴァリアーに在籍。イタリア戦線では、後輩のフランと共に拠点の古城から南地点でミルフィオーレ隊員と戦闘を繰り広げた。しかし、そこで殺したはずの双子の兄ジルと出会い、ジルの嵐コウモリに攻撃されダメージを受けたが、その後はフランの幻術により攻撃を受けて死んだように見せかけ、無事だった。フランに本気を出さなかったことを咎めるが、フランがXANXUSの本気を観たかったことと、ジルとどちらが強いか確かめて観たいと言う本音を聞くと自身も同感した。アニメ版では、その後のミルフィオーレ隊員との戦いのせいでXANXUSとジルの戦いを見れなかったので、XANXUSの本気や希少な大空の匣兵器などを見れなかったことを悔しがっていたが、フランからもし戦いを観に行っていたら、自身らも巻き添えを喰らっていたかもしれないと言われ、XANXUSの元にはゆっくり行くことを決めた。その後、真6弔花との戦いに参戦する。
【アルコバレーノ編】
マーモンに付き添って来日、帰国子女の転校生・針山姫子（はりやま ひめこ、声 - 中山恵里奈）として、ツナたちのクラスに潜入した。ドライで友好的な性格を演じ、なぜか自分のことを「姫」と呼ばせたがる（理由は本来は王子だが、針山姫子姿が女だからである）。転校初日、双子なのに全然似ていないと言ったツナの声を聞き取ってみせるなど、優れた聴覚力を披露した。笹川京子、黒川花、三浦ハルに並盛商店街を案内してもらっている最中にDr.シャマルと遭遇し、見破られる。マーモンの試練の際、匣兵器の残骸から身を守るためにナイフを使い、山本に正体を見破られる。その後、すぐには帰国せず、マーモンと共に竹寿司に来店している（彼によると、「これが楽しみでついて来た」らしい）。
【継承式編】
ボンゴレボスの継承式に出席するため来日。
【虹の呪い編】
マーモンチームの一員として来日するが、2日目に呪解した風の攻撃を受けて、傷は負わなかったがバトラーウォッチを破壊された。

マーモン
声 - 宍戸留美 / 演 - 甲斐千尋
ヴァリアーの幹部の一人。幼児の姿をしている。フードを被っており、素顔は見えない。両頬に逆三角の模様がある。名前の由来は七つの大罪に比肩する一つで「強欲」を司る悪魔である。マーモンは「富・財」を意味する。
年齢不詳。7月2日生まれの蟹座。A型。身長40cm、体重3.6kg。好きなものは金。好きな言葉は「貪欲」。好物は5円チョコレート。好きな飲み物はレモネード。趣味は預金通帳の確認。風（フォン）同様、辛口の麻婆豆腐が食べられない。
かなり金にがめつい守銭奴で、他のヴァリアーメンバーを苛立たせるほど。アニメ版ではボスであるXANXUSにすら、ツケを条件でスクアーロを始末しようかと持ち掛けていた。冷静で饒舌。「ムム」が口癖。超能力が使え、幻術と超能力の両方を組み合した戦闘スタイルの強者で、「粘写（ねんしゃ）」という、鼻をかむことにより鼻水で標的までの地図を作る能力を持つ。これは超能力の応用になる。普段はおしゃぶりに鎖を付けて機能を封印しているが、アルコバレーノの1人・バイパーである。ペットとして巻きガエルのファンタズマを連れている。おしゃぶりの封印を解放すると、ファンタズマが黒いカエルの姿から白い巻きカエルへと変化し、またの頬の三角模様がすこし長くなる。アルコバレーノの呪いを解こうと努力しているらしく、その努力を怠っているリボーンやコロネロを見下す発言も。本人によると六道輪廻を信じておらず、生まれ変わりは存在せず、人は同じ人生を繰り返す存在という考えを持っている。
【VSヴァリアー編】
XANXUSを守護する主要ファミリーの証として、霧のハーフボンゴレリングを持つ守護者。霧戦ではクロームと対等に戦った後、アルコバレーノの力を見せつけ圧倒するが、骸に入れ替わったことで逆に窮地に追い込まれ、逃走する。その後捕獲され、大空戦に参戦。被毒するが、ベルフェゴールによって助けられる。その後ベルフェゴールと共にクロームを盾にして、大空以外のリングを入手すると共に獄寺、山本、クロームの殺害を試みる。しかし、了平によって幻覚を破られ、リング入手のみに終わる。その後、ベルフェゴールと共にXANXUSの元に駆けつけ、氷漬けにされたXANXUSを救い出すも、彼とリングが適合しなかった。切り札としたヴァリアー先鋭もランチアに壊滅させられ、降伏する。
【未来編】
他のアルコバレーノ同様、死亡したと伝えられている。ジンジャーの話では、コロネロとミルフィオーレ相手に共闘し、コロネロに庇われて1人になると自殺を選んだとしている。身に着けていたおしゃぶりはユニがミルフィオーレファミリーから離反する際に持ち出し、ユニの力によっておしゃぶりから体の一部分が出てきている。
【アルコバレーノ編】
ツナ達にアルコバレーノの試練を与えるために再来日、帰国子女の転校生で姫子の双子の針山紋太（はりやま もんた、声 - 坂巻亮祐）としてツナたちのクラスに潜入した。活発な姫子とは正反対に暗い性格。『すぐに物を投げる父親（恐らくXANXUSのこと）と、ベタベタうるさい母親（恐らくルッスーリアのこと）という家庭で2人は育った』という設定らしく、彼は「今は両親と離れて清々している」と言っている。
スカルの試練「魅力」では、ツナに扮して雲雀と骸をツナと戦うように仕向けようとする。その後、第3の試練「適応力」では、ヴェルデから実験用に譲り受けた開発段階の霧の匣兵器（ピンボール、ワニ、ヒトデ）を使い、ツナたちと戦う。必殺技は「バイパーミラージュ」。
【I世ファミリー編】
金儲けにならないと文句を言いつつも、霧の守護者であるクローム髑髏の家庭教師となる。霧の認定試験ではコロネロに言われて、黒曜に向かいアルコバレーノ全員の力を結集して、捕らわれたクロームの前に幻術として現れ、叱咤することで幻術を打ち破らせた。その後、迎えに来たスクアーロとベルフェゴールと共に帰っていった。
【継承式編】
ボンゴレボスの継承式に出席するため来日。
【虹の呪い編】
夢に出てきた鉄の帽子の男からの提案で、自身の虹の呪いを解くために虹の代理戦争への参加を決めて、ヴァリアーに代理を頼む。その際に、自身の全財産を報酬に、タルボにヴァリアーリングをニューヴァリアーリングへのバージョンアップを依頼するほどの入れ込みようであった。虹の代理戦争2日目に、雲雀恭弥と呪解した風にルッスーリアたちがバトラーウォッチを破壊されると、自身もアルコバレーノウォッチで呪解して元の姿に戻って、強化した幻術で制限時間をオーバーしてアルコバレーノの姿に戻った風を退けて、雲雀恭弥を倒そうとしたが、ディーノに阻止される。
レヴィ・ア・タン
声 - 中野裕斗 / 演 - 八巻貴紀
ヴァリアーの幹部の一人で、「レヴィ雷撃隊」の隊長。仕事熱心かつ残酷な性格の電撃使い。名前の由来は旧約聖書に登場する海の怪物（怪獣）レヴィアタンで、語源は一説に「ねじれた」「渦を巻いた」という意味のヘブライ語からである。
年齢は23歳。11月14日生まれの蠍座。A型。身長193cm、体重90kg。好きな言葉は「よくやったレヴィ」（ボス：XANXUSからのみ）。好物は雷おこし。嫌いなものは己の地位を脅かす者。趣味は任務。好みのタイプは妖艶な女性であり、霧戦にて現れたクローム髑髏を見て頬を染める。枕元には116個の目覚まし時計が常備されており、「起きれなかったら死にます」と宣言している。
マーモンによると「仕事は早いが動きは鈍重」。XANXUSから誉められることが彼にとっての全てであり、自身の立場を脅かす者を見るとスイッチが入り、嫉妬の炎に燃える。アニメではXANXUSに負わされた傷は勲章と思っている。リボーンによると冗談の通じない性格で、一度ターゲットを決めれば女子供とて容赦しない。
頭は良く、一流大学を首席で卒業し教授の道を約束されていたほどのエリート。しかし、その性格から来る煩悩で能力を発揮できていない。
【VSヴァリアー編】
XANXUSを守護する主要ファミリーの証として、雷のハーフボンゴレリングを持つ守護者。武器は8本の電気傘（パラボラ）。雷戦では、最初は優勢に勝負を進めるも、20年後ランボに圧倒され絶体絶命であったが、バズーカの時間が切れ元に戻ったことで形勢が逆転。ランボを瀕死の状態に追い込むが、ツナが助けに入ったことで止めは刺せなかった。大空戦では被毒するが、XANXUSによって救われる。ランボに止めを刺そうと迫るが、獄寺に撃破されてしまう。
【未来編】
- 炎の属性：雷
- 所持リング：雷のヴァリアーリング
- 所持匣：雷エイ

10年後もヴァリアーに在籍。髭をたくわえている。ベルフェゴールと同様、生意気な後輩フランのことを快く思っていないようである。自身の必殺技「レヴィ・ボルタ」を、リングの炎を自らの発炎能力により何倍にも増幅することのできる雷エイ（トルペディネ・フールミネ）を使い、増幅された雷の炎と付属兵器による新必殺技「SUPER・LEVI・VOLTA」（スーペル・レヴィ・ボルタ）を完成させた。
イタリア戦線では、ルッスーリアとともに古城で後方支援に回っていたが、北方に現れたミルフィオーレファミリーに応戦するため援軍に向かい、重傷を負わされるものの、生き延びている。その後、真6弔花との戦いに参戦する。
【継承式編】
ボンゴレボスの継承式に出席するため来日。

ルッスーリア
声 - 湯澤幸一郎 / 演 - 高木勝也
ヴァリアーの幹部の一人。オネエ言葉で話し、派手な格好をしている。ヴァリアーの何人かが彼を変態と発言しており、彼自身もそれを認めているが、ナヨナヨしたしゃべり方とは裏腹に、トレーニングを欠かせない筋骨隆々の肉体派であり、最年少のボディビルチャンピオンになったことがあるらしい。チャームポイントは小指で、死体愛好家（アニメ版では遠回しに表現されている）。ムエタイの使い手で、左足は鋼鉄が埋め込まれた「メタル・ニー」。
年齢は25歳。4月4日生まれの牡羊座。A型。身長185cm、体重78kg。好物はトムヤムクン。好きな言葉は「もうっ踏んづけてやるっ!!」。好きなものは肉体。趣味はファッションチェック、映画鑑賞。美を追求する思想が強く、10年後のヴァリアー幹部の証である「ヴァリアーリング」のデザインに対しては、デザイナーに100回のやり直しを命じたほど。
【VSヴァリアー編】
XANXUSを守護する主要ファミリーの証として、晴のハーフボンゴレリングを持つ守護者。晴戦では、優勢に戦いを運ぶも、伝導率100%の「極限太陽」によって敗れ去り、ゴーラ・モスカの制裁によって重傷を負う。大空戦では絶対安静の状態でベッドごと招集され、被毒する。身動きの取れない状態だったが、了平の提案により獄寺が解毒し、一命を取り留めた。
【未来編】
- 炎の属性：晴
- 所持リング：晴のヴァリアーリング
- 所持匣：晴クジャク

10年後もヴァリアーに在籍している。髪を刈っている部分がレインボーになっている（カラー扉絵参照）。眼鏡がないと何も見えない。イタリア戦線では、レヴィ・ア・タンとともに古城で後方支援にあたり、晴クジャクで傷ついたヴァリアー隊員を治療しており（部下たちには「ルッス姐さん」と呼ばれている）、オルゲルトの巨雨象による特攻を受けたが、無事だった。その後、真6弔花との戦いに参戦する。
【継承式編】
ボンゴレボスの継承式に出席するため来日。

ゴーラ・モスカ
演 - 横田遼
ヴァリアーの主要メンバーの一人でボス補佐。外見はガスマスクを付けた巨漢。XANXUSを守護する主要ファミリーの証として、雲のハーフボンゴレリングを持つ守護者。
旧イタリア軍が極秘裏に開発していた戦闘用のロボットであり、死ぬ気の炎を動力源とし、ゴーラ・モスカの動力源として9代目が取り込まれていた。プロトタイプの方には、背中に緊急停止のスイッチがある。雲戦では、雲雀に致命的なダメージを受けたことで暴走したが、ツナによって破壊される。
身長230cm、体重957kg。両手五指の先端から鉄砲のように弾が撃て、腹部から圧縮粒子砲を放つことができる。その他にも追尾（ホーミング）ミサイルを666個、捕縛用レーザーネットを1つ、バーニアを6つ装備。ミサイルの個数は悪魔の化身が右手の甲もしくは額に付いている数字が666で、死を与えるミサイルのことを悪魔の化身という風に例えたからである。
10年後では、2代後継となる「ストゥラオ・モスカ」とその強化バージョンである「キング・モスカ」が、小説版ではプロトタイプである「ヴェッキオ・モスカ」が登場する。なお、ボンゴレ本部でオレガノ一行を襲ったのも「ヴェッキオ・モスカ」である。虹の呪い編では、スパナのモスカの最新フレームとヴェルデの最新科学技術を組み合わせて製作された「G・モスカ（グリーン・モスカ）」が登場する。

テュール
XANXUSの前のヴァリアーのボスで、剣の帝王と謳われていた。少年時代のスペルビ・スクアーロの噂を聞き、スカウトするがスクアーロがヴァリアー入隊の条件として真剣勝負を求めて来たため、これを受ける。誰もがテュールの勝利を確信していたが、2日間の死闘の末にスクアーロの鮫特攻を受けて死亡している。

フラン
声 - 國立幸
- 炎の属性：霧
- 所持リング：霧のヴァリアーリング、666のヘルリング
- 所持匣：霧属性?個（ベル先輩型囮匣含む）

幻術の使い手で、10年後の世界でのマーモン（バイパー）の後任のヴァリアー幹部。ベルに無線内蔵のカエルの帽子をかぶらされており、そのせいかベルにはよく「カエル」と呼ばれている。一人称は「ミー」。語尾を延ばす（「 - ですー」など）口調が特徴。しかも棒読み。慇懃無礼な毒舌家で、やる気のない態度をとっていつもヴァリアー幹部を苛立たせている。XANXUS以外のメンバーに面白みのあるあだ名をつけている。背中にナイフを何本も突き刺されてもなぜか出血せず、反応も無機質である（涙を流していたので不快ではある様子）。復讐者をも欺くほどの腕を持つ世界に3人といない幻術の使い手であり、幻術の師匠は六道骸で、白蘭によって窮地に追い込まれた骸の脱出を手助けし、骸の脱獄にも一役買っている。コミックス25巻「ルッスーリア3丁目」において、プロフィールは「TOP SECRET」となっている。ヴァリアー入隊の経緯はスカウト（本人によると人さらい）。匣兵器とそれを開けるリングを持っているが、本人の話では開匣には決めポーズが必要らしく、カエルの帽子のせいでポーズに組み込まれている「両手を上げる」ということができないせいで開匣できないらしい（ベル先輩型囮匣は、普通に開けられていたが）。ポーズ方法は「両手を前に、右手を上げて、左手も上げて、ハァ～、開匣!!」になる。
イタリア戦線では、ベルと共に拠点の古城から南地点でジルたちミルフィオーレ隊員と戦闘を繰り広げ、ジルの攻撃から幻術でベルを守った。ジルが城へ向かった後にベルからは匣を使わず本気で出さなかったことを咎められるが、ベルにまだ自身が見たことのないXANXUSの本気を見てみたかったと本音を語り、ベルにジルとどっちが強いか見てみたいと言う。アニメ版ではその後ミルフィオーレ隊員らと戦闘をしていたので、XANXUSの戦いを見れなかったことを悔しがっていたが、XANXUSが周囲を気にしない性格であり、敵がベルの兄であるジルでもあったから、もしベルと共にXANXUSの戦いを観にいっていたら、自分達も巻き添えを喰らっていたかもしれなかったので、ある意味では良かったとベルに述べていた。その後、M・Mを訪ねて（その際、ルッスーリアにはW・Wと間違われていた）ヴァリアー本部を離れ、M・Mや犬・千種らと合流、経緯は不明だが（幻術により、ミルフィオーレの使者になり済ました模様）復讐者の牢獄から師匠である骸を救い出し、3人の真6弔花との戦いの最中に姿を見せる。
【継承式編】
故郷で、祖母と共に生活している。ユニから未来の記憶を受け取ったが、ヴァリアーと六道骸一味と再会する少し前に転倒し頭を打ったことで、未来の記憶を失ってしまった。ツナたちとD・スペードとの戦いの後、未来の記憶を受け取ったスクアーロがフランをヴァリアーにスカウトするために、ヴァリアーを連れてフランの故郷を訪問し、同時期に六道骸一味もフランを勧誘するためにフランの故郷を訪問していたことで、フラン争奪戦となる。しかし、フランが未来の記憶を失ったことでスクアーロと骸がフランを擦り付け合った末に、自身でどっちについていくか決めた。
【虹の呪い編】
虹の代理戦争では、骸一味と行動を共にしており、ヴェルデチームの一員として参加する。

オッタビオ
演 - 山本匠馬
小説版に登場した元ヴァリアー副隊長。眼鏡をかけたインテリ系青年。表だって荒事には参加しないが、さまざまな方面への交渉能力の高さとどのような仕事も冷静にこなす点で、三十代ながらも組織内部で大きな地位を築いた。しかし、イタリア軍から武器の横流しをしていたこと・揺りかごで九代目とXANXUSのやり取りを盗み聞きしていたことがXANXUSにばれ、そこからマレ・ディアボラ襲撃占領事件の真相が発覚、憤怒の炎に部下もろとも焼かれて死亡する。揺りかごの後の彼の行動から、ベルフェゴールは彼を嫌っていた模様。

## その他関連人物
ジャンニーニ
声 - 上原健太
ファミリー専属の武器チューナー。4月13日生まれの牡羊座。22歳。B型。身長148cm、体重66kg。
一流武器チューナーであるジャンニーイチの息子だが、ジャンニーニ自身は修行中の身であり腕は未熟。多数のマフィアのボス候補者が暗殺された折、ボンゴレIX世の命令を受けて海外在住のファミリーの武器改造を目的に来日したが、リボーンの銃や獄寺のダイナマイト、ランボの10年バズーカを改悪してしまった。また、ビアンキが勝手に進めたリボーンとの結婚式では、逃亡したリボーンの代役としてリモコン人形を作った。
原作での初登場は日常編だったが、アニメではヴァリアー編にて初登場した。
【未来編】
10年後のジャンニーニは専属チューナーとして活動しており、非73線を防ぐアジトのバリアシステムやオートマモンチェーンリングカバーやリボーンの特殊なスーツを手がけるなど腕は格段に上がったが、失敗もやはり多い。
現代のツナたちが来る2週間前に来日し、並盛地下アジトのシステム全般を管理している。のんびり屋だが、同じ技術者である入江とスパナがボンゴレ入りしてからは、ライバル意識をむき出しにするようになった。
タルボ
ファミリーに代々仕える、盲目の老彫金師。9代目とは旧知の仲。ボンゴレファミリーのボスの継承式に現れ、シモンファミリーに破壊されたボンゴレリングをボンゴレギアへと生まれ変わらせた。ボンゴレI世のころから仕えているとの噂もあり、「罰」と呼ばれるボンゴレI世の血液が入った小瓶を持っていた。リングの声を聴くことができる。
虹の呪い編では、虹の代理戦争が行われている日本にやってきており、代理戦争三日目の戦闘時間を終えた沢田綱吉の訪問を受けて、沢田とリボーンがバミューダ・フォン・ヴェッケンシュタインからアルコバレーノの真実を聞いて、沢田綱吉から頼まれてアルコバレーノの命を救うためにアルコバレーノのおしゃぶりに代わる新たな器を完成させ、代理戦争が終結した後の沢田綱吉たちとチェッカーフェイスの前に現れて、おしゃぶりに代わる新たな器を提供した。
ビアンキ、イーピン、フゥ太
10年後の世界では、ボンゴレファミリーの活動に携わっている。詳細は家庭教師ヒットマンREBORN!の登場人物#リボーン / 沢田綱吉の周辺人物を参照。
入江正一、スパナ
10年後の世界では、ミルフィオーレファミリーに所属していたが、後にボンゴレファミリーに協力している。詳細は家庭教師ヒットマンREBORN!の登場人物#ミルフィオーレファミリーを参照。
草壁哲矢
10年後の世界では、風紀財団と一員で雲雀の補佐役としてボンゴレファミリーに関わっている。詳細は家庭教師ヒットマンREBORN!の登場人物#草壁 哲矢を参照。